# Aix-les-Bains
Aix-les-Bains [ɛks le bɛ̃] (früher italienisch Bagni d’Aix) ist eine französische Gemeinde und ein Thermalbad mit 32.175 Einwohnern (Stand 1. Januar 2022) im Département Savoie in der Region Auvergne-Rhône-Alpes. Die Stadt liegt am östlichen Ufer des Lac du Bourget und besitzt den größten Süßwasser-Jachthafen Frankreichs.
Als Ferienhochburg fürstlicher Familien und wohlhabender Leute war Aix-les-Bains eine bedeutende Stadt der Belle Époque von internationalem Ruf. Die heißen Schwefelquellen mit einer Temperatur von circa 43–45 °C werden jährlich von mehreren Tausend Kurgästen besucht. Das Wasser wird sowohl für Trinkkuren als auch für Hydrotherapie verwendet. Selbst wenn sie heute nach wie vor als „Wasserstadt“ gilt, sind die Thermaleinrichtungen nicht mehr das Hauptgewerbe von Aix. Den Verlust an Kurgästen versucht die Stadt dank ihrer günstigen Lage durch die Entwicklung von Tourismus auszugleichen.
Aix-les-Bains ist daneben eine Industriestadt mit einigen großen Unternehmen wie Alstom (ehemals Areva/Savoisienne), einem wichtigen Industriegebiet (Savoie Hexapole), den Sitz der Unternehmen Léon Grosse, ABB Cellier, Aixam und einer Lederwarenmanufaktur.
Dank der Dynamik der Stadt und den besonderen Umweltbedingungen verzeichnete Aix-les-Bains in den letzten Jahrzehnten ein konstantes Bevölkerungswachstum.

## Geographie

### Lage

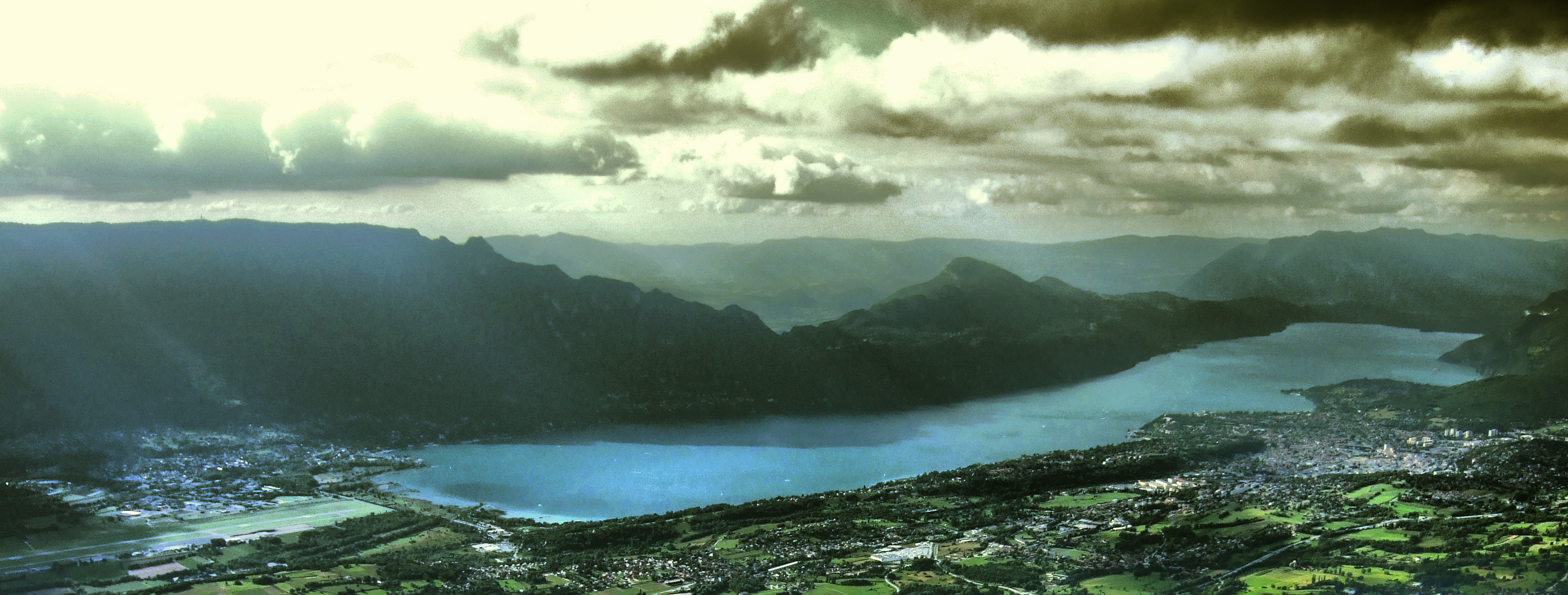
Aix-les-Bains auf dem Ostufer des Lac du Bourget

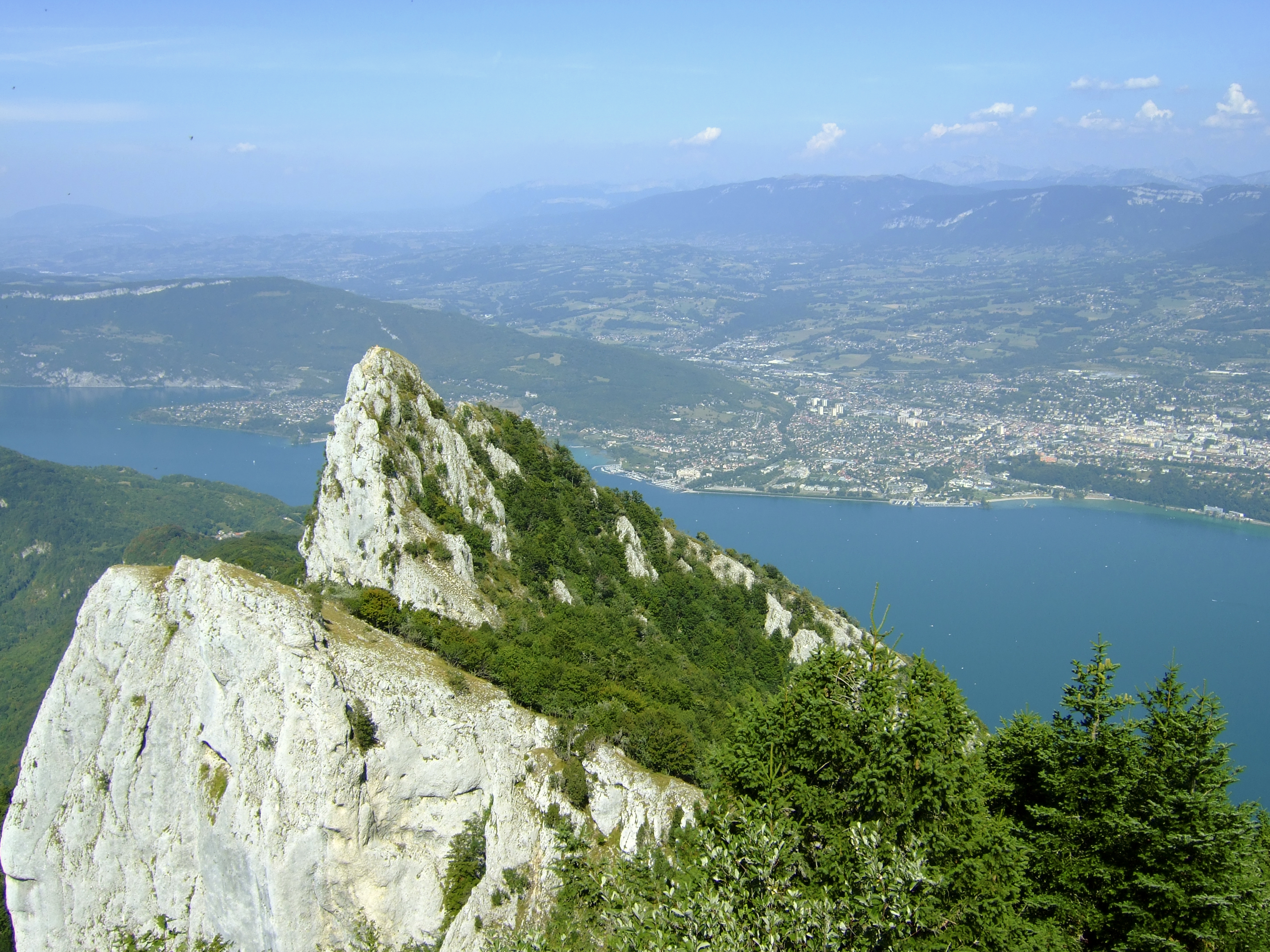
Im Vordergrund der Dent du Chat, im Hintergrund Aix-les-Bains

Aix-les-Bains befindet sich im Osten Frankreichs 100 Kilometer östlich von Lyon und etwa 18 Kilometer nördlich von Chambéry. Angesiedelt ist die Stadt in einem Korridor zwischen dem östlich gelegenen Mont Revard, der zusammen mit dem Bauges-Massiv als erste natürliche Schutzmauer gedient hat, und dem Lac du Bourget im Westen, der als größter natürlich entstandener See Frankreichs gilt. Aus diesem Grunde erstreckt sich das Stadtgebiet hauptsächlich auf einer Nord-Süd-Achse und hat sich bereits soweit ausgedehnt, dass die Vororte allmählich mit denen von Chambéry verschmelzen. Mit 12,62 km² gehört die Gemeindefläche zu den größeren des Départements. Die umliegenden Gemeinden sind Tresserve, Grésy-sur-Aix, Mouxy, Drumettaz-Clarafond, Pugny-Chatenod und Brison-Saint-Innocent.
Die Gemeinde ist traditionell zweigeteilt. Während die Unterstadt das westliche Seeufer einnimmt, überragt die Oberstadt mit dem Stadtzentrum den Lac du Bourget. Die Stadt entstand zunächst auf einer Anhöhe, die Schutz vor den zahlreichen Hochwassern des Sees bot. Diese wurden später mittels eines Staudamms geregelt, den die Compagnie nationale du Rhône (CNR) zwischen der Rhone und dem natürlichen Zu- und Abfluss des Sees, dem Canal de Savières, errichtete. Die Durchschnittshöhe der Stadt beträgt ungefähr 320 Meter, wobei der untere Teil nur bei 224 Metern, auf der Höhe des Seespiegels liegt.
Der 12,62 km² umfassende Lac du Bourget wird hauptsächlich von den Wassern der Leysse im Süden, sowie des Tillet und Sierroz im Osten gespeist, die beide durch das Aixer Gebiet verlaufen. Das dicht besiedelte Ostufer des Sees wird vom Aixer Thermalbad und der Gemeinde Tresserve eingenommen und ist vor allem entlang der Autobahn und den Eisenbahngleisen bebaut.
Aix-les-Bains ist als Zugangsort mit dem Regionalen Naturpark Massif des Bauges assoziiert.

### Stadtbild
Das Stadtleben von Aix-les-Bains spielt sich größtenteils auf den Anhöhen ab, wo sich das geschäftige Stadtzentrum und die Thermaleinrichtungen (Nationalthermen von Chevalley und die Thermen von Marlioz) befinden. Die Rolle von Aix als Thermalstadt ist historisch begründet und geht bis in die Römerzeit zurück. Die an den Ufern des Sees befindliche Unterstadt blieb anfangs aufgrund der Hochwassergefährdung unbesiedelt. Dafür entwickelten sich dort Ackerbau und Fischzucht. Das wirtschaftliche Treiben fand immer hauptsächlich in der Oberstadt statt, wo sich das Stadtbild an die besonderen geographischen Gegebenheiten anpasst hat und von einer Vielzahl öffentlicher und touristischer Einrichtungen (unter anderem Pferderennbahn, Kasino, Thermen, Luxushotels, Bahnhof, Krankenhaus, Golfplätze) profitiert.

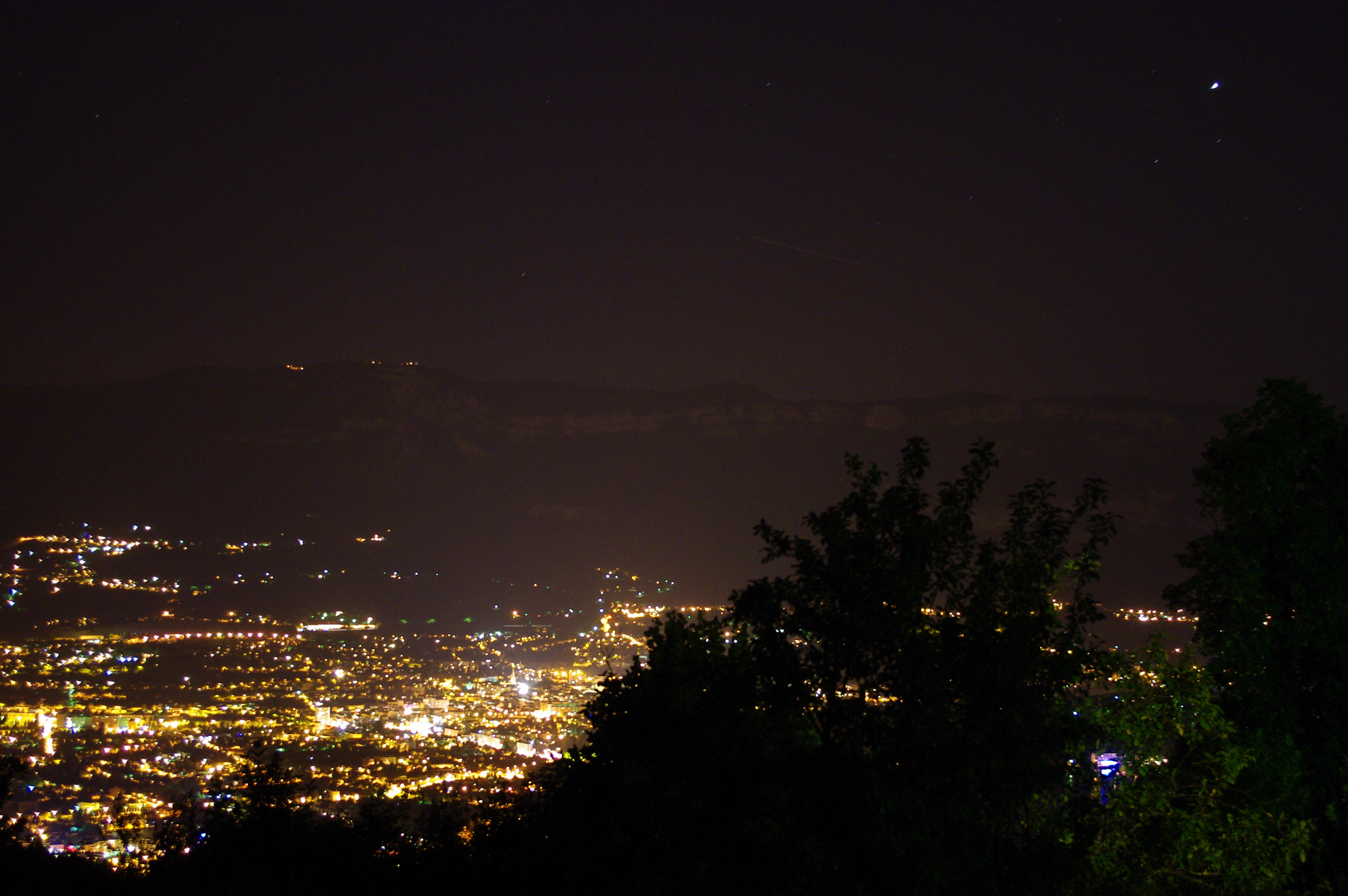
Aix-les-Bains bei Nacht

Aix-les-Bains hat fünf große Boulevards: den Boulevard Robert Barrier, den Boulevard Lepic, den Boulevard de Russie, den Boulevard du docteur Jean Charcot und den Boulevard des Côtes. Im Gegensatz zu den breiten, offenen Boulevards sind die Straßen in der Innenstadt recht schmal. Andere Stadtteile wirken durch die gewundenen Anstiege des nah gelegenen Bauges-Massivs dicht gedrängt und chaotisch. Aix-les-Bains besteht aus insgesamt elf verschiedenen Stadtteilen, die vom INSEE in vier Großviertel unterteilt werden. Es handelt sich dabei um Centre Ville (mit Centre Ville-Nord und Centre Ville-Sud), Ouest (mit Memard-Corsuet, Rondeau-Bord du Lac und Italie-Jacotot), Lafin–Saint-Simond (mit Lafin und Saint-Simond) und Est (mit Tir aux Pigeons, Chantemerle-Saint-Pol und Marlioz).
Aufgrund des Bevölkerungsanstiegs und dem daraus resultierenden Platzmangel dehnt sich das Stadtgebiet sukzessive aus und dabei etwas ausgeprägter als die Gebiete der Nachbargemeinden. Zunehmend wird nicht mehr von der „Stadt Aix-les-Bains“ gesprochen, sondern vom bassin aixois („Aixer Becken“) und bezieht dort die angrenzenden Gemeinden Tresserve, Grésy-sur-Aix, Mouxy, Méry, Drumettaz-Clarafond, Sonnaz sowie andere Gemeinden mit ein. Das Phänomenen trifft auch auf das südlich der Stadt gelegene Chambéry zu, wo vom bassin chambérien gesprochen wird. Die urbane Entwicklung der Becken wird letztendlich zu einem unweigerlichen Näherrücken beider Siedlungsgebiete und zur Bildung einer polyzentrischen Agglomeration führen. Um die urbane Entwicklung des Aixer und chamberischen Beckens in Einklang zu bringen, wurde der Verband Métropole Savoie gegründet, dessen Aufgabe darin besteht, die Vorgaben des Rahmenplanes S.C.O.T. für die Savoyer Schlucht, Chambéry und dem Lac du Bourget umzusetzen.

### Klima
Das Klima von Aix-les-Bains ist aufgrund der Lage am Rande der Savoyer Voralpen montan geprägt. Die Auswirkungen werden durch die Anwesenheit des Sees abgeschwächt, der das Aixer Becken stellenweise mildert. Das Klima ist durch trockene, warme Sommer, gemäßigte frostfreie Herbste und Winter, sowie einen leicht regnerischen Frühling gekennzeichnet. Schnee gibt es vor allem Ende Dezember und im Januar, mitunter auch im Februar. Das Wasser des Lac du Bourget kühlt sich langsamer ab als die Böden, so dass der Schnee im Gegensatz zu anderen Gemeinden in Savoie rascher schmilzt. Die Schneehöhen waren in den vergangenen Jahren starken Schwankungen unterworfen. So zeichnete sich der Winter 2007/2008 durch Schneelosigkeit aus, wohingegen im Jahr 2010 zusammengerechnet ein Meter Schneefall erreicht wurde.
|                        | Jan  | Feb  | Mär  | Apr  | Mai  | Jun  | Jul  | Aug  | Sep  | Okt  | Nov | Dez  |   |      |
| Mittl. Temperatur (°C) | 0,9  | 1,9  | 5,7  | 9,7  | 13,4 | 17,6 | 19,5 | 19,2 | 15,4 | 11,3 | 5,2 | 1,7  | ⌀ | 10,2 |
| Mittl. Tagesmax. (°C)  | 4,3  | 5,7  | 10,2 | 14,2 | 17,5 | 21,8 | 23,6 | 23,3 | 19,4 | 15,5 | 8,9 | 5    | ⌀ | 14,2 |
| Mittl. Tagesmin. (°C)  | −2,4 | −1,9 | 0,7  | 4,2  | 8,3  | 12,4 | 14,7 | 14,5 | 10,7 | 6,6  | 1,4 | −1,5 | ⌀ | 5,7  |
|                        |      |      |      |      |      |      |      |      |      |      |     |      |   |      |
| Niederschlag (mm)      | 128  | 113  | 120  | 123  | 148  | 135  | 132  | 119  | 112  | 118  | 142 | 145  | Σ | 1535 |
|                        |      |      |      |      |      |      |      |      |      |      |     |      |   |      |
| Sonnenstunden (h/d)    | 4,4  | 5,2  | 6,9  | 8,6  | 9,1  | 10,3 | 10,4 | 9,2  | 7,3  | 6,2  | 4,9 | 4,3  | ⌀ | 7,2  |
|                        |      |      |      |      |      |      |      |      |      |      |     |      |   |      |
| Regentage (d)          | 9    | 8    | 9    | 10   | 12   | 10   | 10   | 9    | 8    | 9    | 10  | 10   | Σ | 114  |
|                        |      |      |      |      |      |      |      |      |      |      |     |      |   |      |
| Luftfeuchtigkeit (%)   | 80   | 75   | 71   | 67   | 71   | 68   | 66   | 69   | 73   | 77   | 81  | 81   | ⌀ | 73,2 |

| −2,4 |

| −1,9 |

| 0,7 |

| 4,2 |

| 8,3 |

| 12,4 |

| 14,7 |

| 14,5 |

| 10,7 |

| 6,6 |

| 1,4 |

| −1,5 |

| −2,4 |

| −1,9 |

| 0,7 |

| 4,2 |

| 8,3 |

| 12,4 |

| 14,7 |

| 14,5 |

| 10,7 |

| 6,6 |

| 1,4 |

| −1,5 |

Die Angaben von Temperatur, Niederschlag, Regentagen und Luftfeuchtigkeit basieren auf Daten von 1991–2021, Sonnenstunden auf Daten von 1999–2019.

## Bevölkerung

### Wohnsituation
Aix-les-Bains besaß 2008 13.355 Wohnungen. In diesem Jahr existierten mit 16 % der Hauptwohnsitze nur relativ wenig nach 1990 entstandene Neubauten. Dafür waren 27,2 % des Wohnbestandes vor 1949 errichtete Altbauten. 74,3 % aller Wohnungen dienen als Hauptwohnsitze, von denen rund ein Viertel Einfamilienhäuser sind. 53,1 % der Einwohner sind Wohneigentümer, 44,6 % bezahlen Miete.

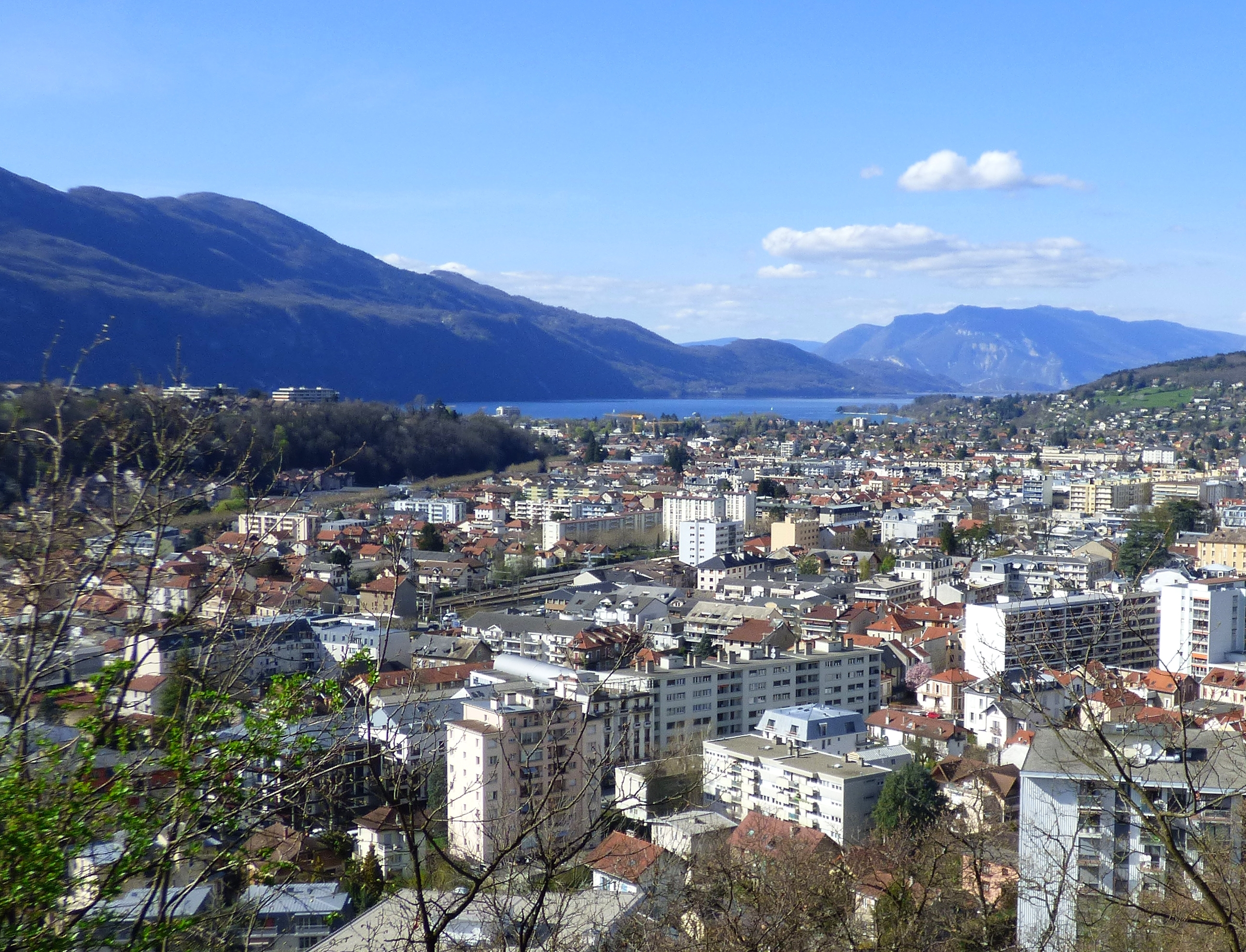
Blick von den Hügeln auf die Stadt

Mit nur 1766 Sozialwohnungen, d. h. 13,2 % des Wohnbestandes im Jahr 2008, hielt die Stadt nicht die Vorgaben des Gesetzes für Solidarität und Stadterneuerung aus dem Jahr 2000 ein, das den Anteil an Sozialwohnungen für französische Gemeinden ab einer bestimmten Größe auf mindestens 20 % vorschreibt. Zudem war der Anteil leerstehender Wohnungen 2008 mit 7,5 % relativ hoch, ging jedoch im Vergleich zu 1999 (11,4 %) leicht zurück. Über 1600 der Sozialwohnungen halten die Savoyer Wohnungsbaugesellschaften (OPAC), die meisten davon befinden sich im Wohnviertel Sierroz-Franklin im Norden der Stadt. Die Mehrzahl der Unterkünfte besitzt drei (25,6 %), vier (22,7 %) oder mehr Zimmer (22 %). Nur knapp ein Zehntel des Aixer Wohnbestandes sind Einraumwohnungen. Die meisten der Wohnungen sind gut ausgestattet. 97,1 % besitzen eine Zentralheizung, 61,2 % eine Garage, einen Stell- oder einen Parkplatz.
Da die Stadt komplett zugebaut ist, wird es immer schwieriger, größere Wohnungen zu bauen, so dass viele Familien ins Umland ziehen. Das Seeufer und die Anhöhen sind inzwischen zugebaut, so dass sich die Ausbreitung der Stadt auf den benachbarten Gemeinden fortsetzt.

### Bevölkerungsentwicklung
| Jahr                       | 1962   | 1968   | 1975   | 1982   | 1990   | 1999   | 2009   | 2017   |
| Einwohner                  | 18.132 | 20.627 | 22.210 | 23.451 | 24.663 | 25.782 | 26.819 | 29.794 |
| Quellen: Cassini und INSEE |        |        |        |        |        |        |        |        |

### Einordnung
| Platzierung          | Fläche | Bevölkerung | Bevölkerungsdichte |
| -------------------- | ------ | ----------- | ------------------ |
| Frankreich           | 15417. | 342.        | 451.               |
| Auvergne-Rhône-Alpes | 01338. | 026.        | 032.               |
| Savoie               | 0131.  | 02.         | 02.                |

## Geschichte
Die Geschichte von Aix-les-Bains ist direkt mit dem Lac du Bourget und vor allem mit seinen warmen Quellen verbunden, die aus der Stadt eines der berühmtesten Thermalbäder der Welt gemacht haben. Die Entwicklung der Stadt und ihre kulturellen Einflüsse sind eng mit der Geschichte von Savoyen verbunden.

### Ortsname
„Aix“ ist abgeleitet vom lateinischen Wort aqua (dt. Wasser). Der Name bezieht sich auf die Thermalwässer, die schon von den Römern genutzt wurden. Diese hatten das Gebiet des heutigen Savoyen um 120 v. Chr. erobert und besetzt. Damals hieß der Ort Aquae Gratianae nach dem Kaiser Gratian, der 383 nicht weit von hier in Lyon ermordet wurde.
Der Namenszusatz -les-Bains, der im Deutschen Bad … entspricht, ist erstmals im Jahr 1801 nachweisbar, wurde aber erst im späten 19. Jahrhundert üblich. Zur Unterscheidung von gleichnamigen Orten wurde bis dahin – jedoch nicht in amtlichen Texten – der Name Aix-en-Savoie gebraucht.

### Ursprünge
Obwohl über die genauen Ursprünge von Aix-les-Bains nichts bekannt ist, reicht die Geschichte bis ins frühe Altertum zurück. Im Neolithikum (zwischen 5000 und 2500 v. Chr.) ließen sich sesshafte Gemeinschaften in der Gegend nieder. Archäologische Überreste, die man an den Ufern des Sees fand, deuten auf die Anwesenheit bronzezeitlicher Pfahlbauten hin. Um die Thermalquellen im Stadtzentrum herum wurden Spuren einer keltischen Besetzung entdeckt, ebenso eine Weihinschrift an den Borvo-Quellen.

### Aquae: das römische Aix

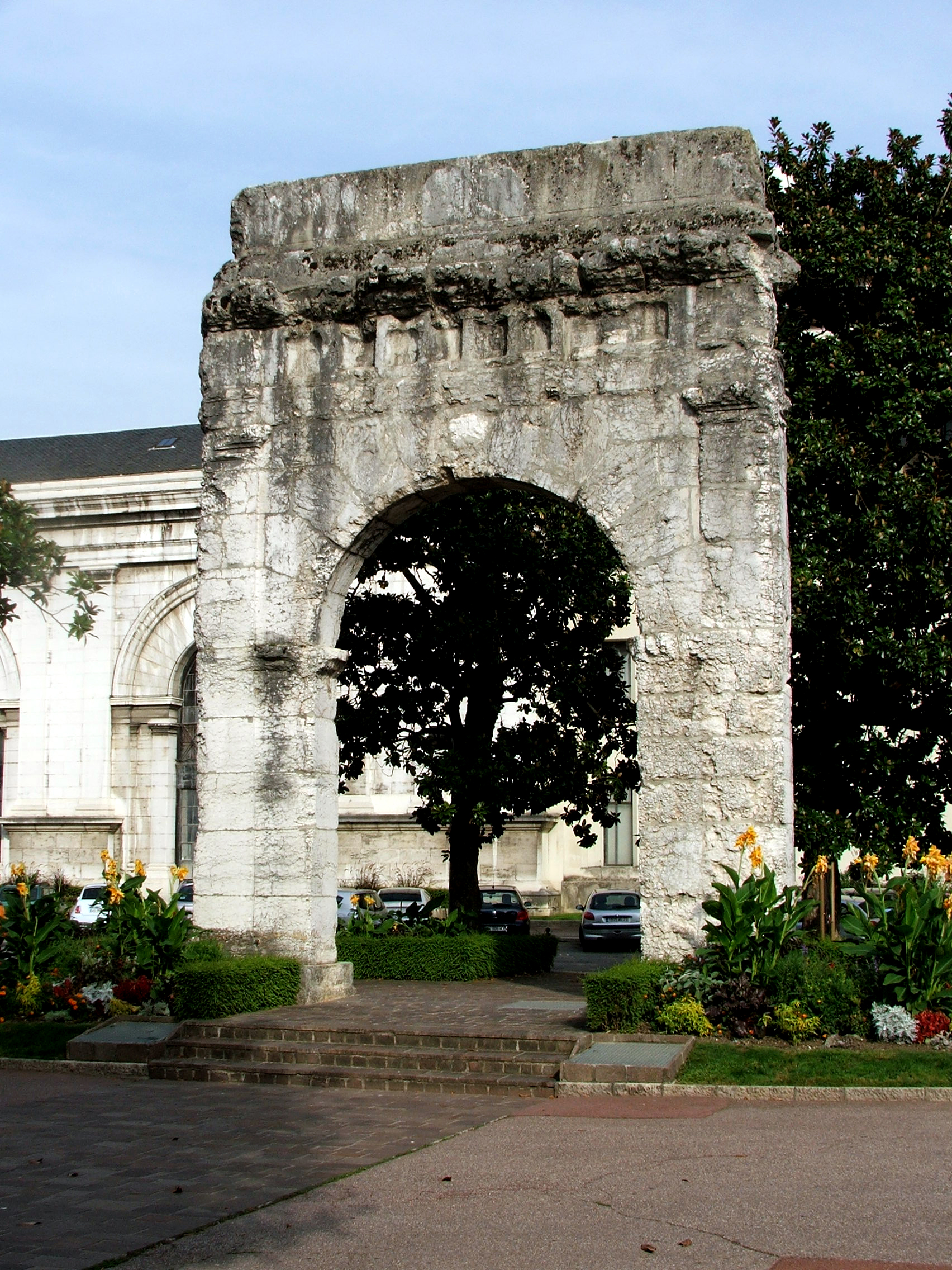
Römischer Campanus-Bogen

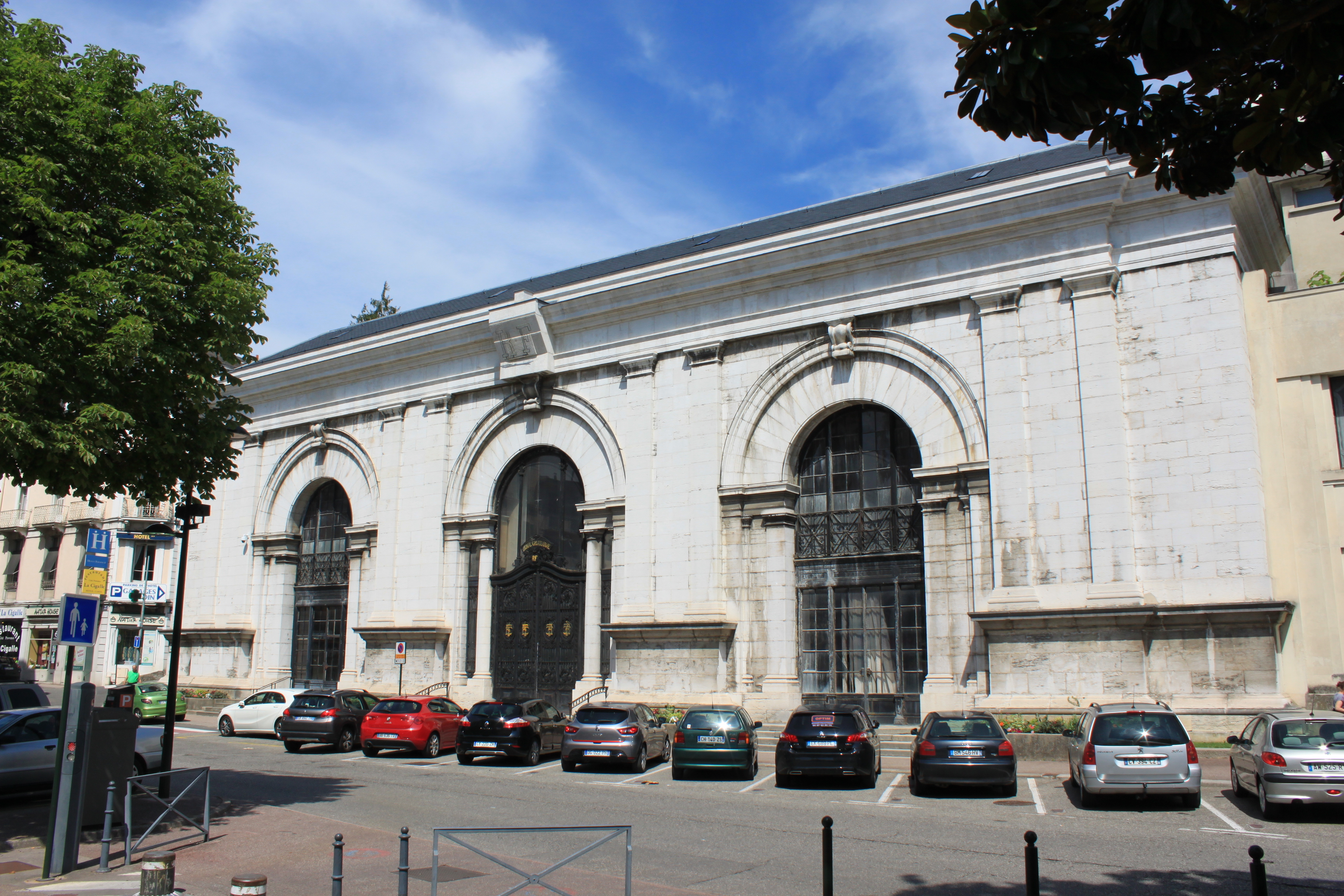
Römische Thermen

Aix entstand zu römischer Zeit an den Thermalquellen, auf den Überresten einer keltischen Siedlung. Die ersten Spuren einer Besetzung werden ins erste vorchristliche Jahrhundert datiert, jedoch lassen die archäologischen Überreste auf keine feste Besiedlung zurückschließen, da nur Ruinen öffentlicher Einrichtungen übrig geblieben sind. Über den Verwaltungsstatus weiß man aus Inschriften Bescheid. Demnach war Aquae im ersten Jahrhundert ein römischer Vicus und mit einem decemlecti (Gemeinderat mit 10 Mitgliedern) ausgestattet. Administrativ gehörte sie zur Stadt Vienne. Offenbar besaßen einige Bürger in Aquae genügend finanzielle Mittel, um den Göttern einen heiligen Hain und einen Weinberg zu stiften.
Archäologen haben bei Ausgrabungen einen wichtigen Thermalkomplex in unmittelbarer Quellnähe entdeckt. Auf einer niederen Terrasse etwas westlich befand sich der Campanus-Bogen, wahrscheinlich ein im ersten Jahrhundert erbauter Ehrenbogen für die Familie des Pompeius Campanus, die sich wohl an der Finanzierung der Thermen beteiligt hatte. Auf einer zweiten Terrasse weiter abwärts entdeckte man einen Tempel der Diana aus dem zweiten Jahrhundert. Dieser diente als Ersatz für ein älteres kreisrundes Gebäude, das wahrscheinlich zur selben Zeit wie der Bogen entstand. Nördlich des Tempels konnten Überreste mehrerer Nekropolen geborgen werden. Im Parc des Thermes und verschiedenen anderen Fundorten wurden weitere zahlreiche Überbleibsel von Nekropolen oder etwa Töpfereien entdeckt. Die gemachten Funde lassen jedoch weder Rückschlüsse auf die Ausdehnung, noch auf die Siedlungsstruktur des gallo-römischen Vicus zu. Man weiß bisher nicht genau, wo die römischen Bürger der Stadt gewohnt haben, wo sich die Landgüter befanden oder wo der wirtschaftliche Schwerpunkt des Vicus lag.
Fasst man die Geschichte dieser Epoche zusammen, kommt man zu dem Schluss, dass das Gebiet der heutigen Innenstadt seit dem ersten vorchristlichem Jahrhundert besetzt und dann allmählich zwischen dem ersten und zweiten Jahrhundert ausgebaut wurde. Die Besiedlung erfolgte anscheinend mit dem Bau des Thermalkomplexes, von dem strahlenförmig Monumentalbauten ausgingen. Diese waren von Terrassen umgeben und wurden im Laufe der Römerzeit mehrmals umgebaut.

### Mittelalter
Die Quellenlage für Aix ist in römischer Zeit recht dünn, verschlechtert sich zum Ende des Römischen Reiches und im Frühmittelalter jedoch noch weiter. Man kann sich nur auf Vermutungen stützen, die sich aus den Brandspuren gallo-römischer Villen in der Umgebung (Arbin…) ergeben. Diese deuten wahrscheinlich auf Zerstörungen infolge des germanischen Völkersturmes hin. Sicher ist, dass die römischen Thermen in Aix ab dem fünften Jahrhundert zu Ruinen verfielen und dass ab diesem Zeitpunkt keine weiteren Spuren einer Bebauung mehr existieren.

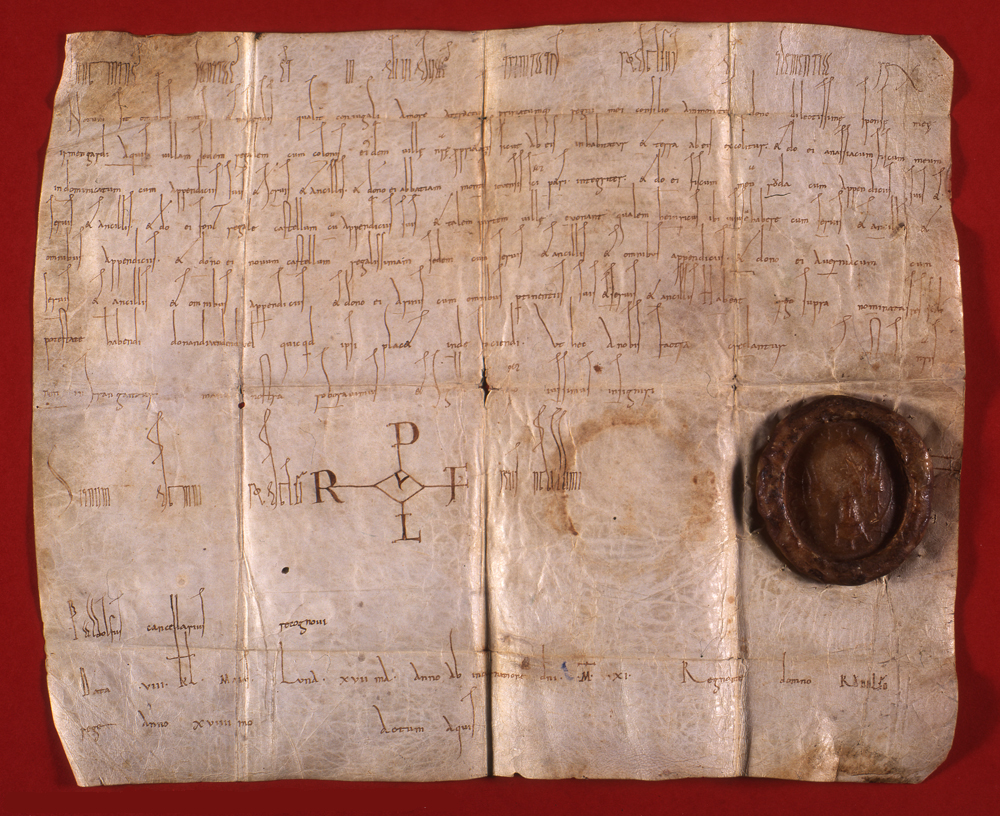
Schenkungsurkunde von Rudolf III. an seine Gemahlin Irmgard (1011)

In den inschriftlichen Quellen wird Aix erst wieder im Jahr 867 erwähnt. Die erste urkundliche Erwähnung erfolgte 1011. Der Burgunderkönig Rudolf III. verschenkte in diesem Jahr einen Gutshof in Aix, der als Königspfalz diente, mitsamt Kolonen und Dienern an seine Gemahlin Irmgard, die dieses wiederum an den Bischof von Grenoble weitergab. Aus der Urkunde ist zu entnehmen, dass Aix ein kleiner Marktflecken war, der eine Kirche und mehrere Ländereien besaß. Anfang des zwölften Jahrhunderts verschenkte der Bischof Hugo von Grenoble den Gutshof an das Kloster Saint-Martin de Miséréré. Dieses errichtete eine mit Saint Marie bezeichnete Prioratskirche. Ein Kartular von Hugo deutet auf die Existenz zweier weiterer Pfarreien am Ende des zwölften Jahrhunderts hin: Saint Simond mitsamt Kirchengebäude und Saint Hippolyte (heute ein Vorort von Mouxy), die ebenfalls ein kleines Priorat führte.
Die Siedlung von Aix könnte zu diesem Zeitpunkt folgendermaßen ausgesehen haben: ein kleiner Marktflecken wird von einer Stadtmauer, deren Baubeginn unbekannt ist, umschlossen. Zentraler Punkt ist das Priorat, das in der Nähe des antiken römischen Tempels stand. Aix könnte daneben administratives Zentrum gewesen sein, da die Siedlung spätestens seit dem dreizehnten Jahrhundert eine der Familie Seyssel untergeordnete Seigneurie war. Die Seyssels besaßen hier ein Schloss, das sich wahrscheinlich am Ort des heutigen Schlosses befand. Darüber hinaus sind zwei Weiler überliefert. Saint Hyppolyte lag in unmittelbarer Nähe zur Stadt, aber außerhalb der Stadtmauern. Als Mittelpunkt diente ein kleines Priorat, neben dem sich ein heute unterhalb der Villa Chevalley liegendes Festes Haus befand. Das Haus gehörte der Familie Savoyen und konnte ins dreizehnte Jahrhundert datiert werden. Die zweite bedeutende Ortschaft, Saint-Simond (Saint-Sigismond), war mit einer Kirche und einem Friedhof ausgestattet. Die Kirche wurde als Pfarrei errichtet und war Saint Hyppolyte untergeordnet.

### Renaissance

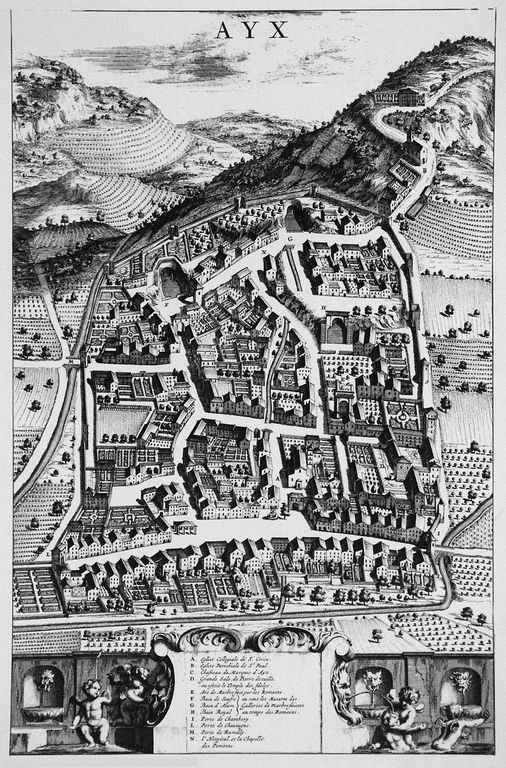
Karte von Aix um 1674 nach Borgonio, aus dem Theatrum Sabaudiae

Den Texten zufolge gab es noch weitere Dörfer, deren Existenz jedoch erst ab 1561 gesichert ist. In diesem Jahr fand eine allgemeine Volkszählung für die Salzsteuer statt. Von den 1095 Einwohnern, die in Aix lebten, wohnten 46 % innerhalb der Stadtmauern. Saint-Simond zählte 125, Puer 91, Choudy 87 und Lafin 86 Einwohner. Die restlichen rund 100 Einwohner verteilten sich auf die übrigen Weiler (Marlioz wurde bei der Zählung nicht berücksichtigt). Dieses Siedlungsbild scheint sich bis zum Ende des neunzehnten Jahrhunderts behauptet zu haben. Die benachbarte Zisterzienserabtei Hautecombe besaß daneben ein größeres Gut auf dem Hügel von Saint-Simond.
Anfang des sechzehnten Jahrhunderts wurde die alte Kirche Sainte-Marie Opfer eines verheerenden Großbrandes. Für den Wiederaufbau wendeten sich die Aixer an Claude de Seyssel, der ein Mitglied der Herrscherfamilie der Stadt war und die Bischofswürde empfing. Claude war Bischof von Marseille und beriet insbesondere den König von Frankreich Ludwig XII. Er war auch der Verfasser einiger Rechtsschriften. Dank seiner Unterstützung konnten die Seyssels eine neue Kollegiatkirche errichten, die mit einem aus zwölf Kanonikern bestehenden Stiftskapitel ausgestattet war. Geleitet wurde das Stift von einem Dekan, dessen Ernennung dem Grafen vorbehalten war. Das Kirchengebäude wurde neben dem Friedhof errichtet und war mit einem Chor im gotischen Flamboyantstil ausgestattet. Der Chor war zwar Eigentum des Kollegiatstiftes, dafür gehörte das Kirchenschiff den Gemeindemitgliedern und war sehr einfach ausgeführt. Das schlecht ausgearbeitete Gewölbe stürzte 1644 ein. Von den Seitenkapellen war eine für die Seyssels vorbehalten, die dort ihre Familienmitglieder bestatten ließen. Das nach der Französischen Revolution vollständig in eine Pfarrkirche umgewandelte Kollegiatstift wurde 1909 nach dem Bau einer neuen Kirche abgerissen. Die Kirche von Aix war dafür bekannt, eine Reliquie des Heiligen Kreuzes aufzubewahren, die man dort für lange Zeit verehrte. Das Herrscherschloss von Aix wurde im späten Mittelalter wieder aufgebaut. Die Decke des großen Saals datiert ins Jahr 1400, die prunkvolle Ehrentreppe entstand gegen 1590.

### 18. Jahrhundert und Thermen von Viktor Amadeus III.
Als am 9. April 1739 ein Großbrand ausbrach, wurden im Stadtzentrum 80 Häuser zerstört, d. h. etwa die halbe Stadt brannte nieder. Für den Wiederaufbau wurde mit königlicher Unterstützung ein Fluchtlinienplan aufgestellt, mit dessen Umsetzung man den Ingenieur Garella beauftragte. Der Plan ging über einen einfachen Wiederaufbau hinaus, da er eine echte Straßenflucht vorsah und dazu einige Baubestimmungen vorschrieb. Neue Häuser mussten ab sofort zweigeschossig gebaut werden und ein Erdgeschoss aufweisen. Außerdem wurde die Verwendung von Strohdächern verboten. Der Bauplan beschränkte sich allerdings nur auf das abgebrannte Stadtviertel, d. h. auf die Hauptstraße (Rue Albert Ier), auf den zentralen Platz (Place Carnot) und auf die Rue des Bains. Die Umsetzung des Planes erfolgte bis 1808, jedoch nur auf sporadische Weise, da die Gemeinde nicht genügend Geld besaß, um die restlichen Häuser für den Abriss und den Aufbau einer Straßenflucht aufzukaufen. Man verbot den Eigentümern weitere Renovierungsarbeiten, so dass die Gebäude zu Ruinen verfielen und komplett neu aufgebaut werden mussten.
Im frühen 17. Jahrhundert begannen die Aixer und die Medizinwelt sich der Bedeutung der warmen Wasserquellen bewusst zu werden, auch dank den berühmten Schriften des dauphinischen Arztes Jean Baptiste Cabias. In Wirklichkeit geriet die Nutzung der Quellen seit der Antike niemals vollständig in Vergessenheit. Sowohl im Mittelalter, als auch bis zum Ende des 18. Jahrhunderts wurde in Aix gebadet, entweder im einzig noch existierenden römischen Freiluftbad, oder in Privatquartieren, wo man sich Thermalwasser von Wasserträgern bringen ließ. Nach Cabias zufolge soll der französische König Heinrich IV. sein Aixer Bad sehr geschätzt haben. 1737 wurde von der Generalverwaltung (Intendance Générale) ein wichtiges Bauvorhaben in Gang gesetzt, um das Thermalwasser vor dem einsickernden Bach zu schützen, der durch die Stadt verlief. Außerhalb der Stadtmauern wurde für den Mühlenbach ein neues Bett ausgehoben. Dies führte zu einer Veränderung des Stadtbildes, da die vier Mühlen des Marquis d’Aix, die sich bis dahin im Stadtzentrum befanden, verlegt werden mussten.
Ihre Wiederbelebung verdankt die Stadt dem Herzog von Chablais, einem Sohn von König Viktor Amadeus III. Dieser schätzte die wohltuende Wirkung der Quellen sehr, bemängelte jedoch die unzureichende Beherbergung, so dass er dem König den Bau einer Thermaleinrichtung vorschlug. Viktor Amadeus III. beauftragte am 11. Juni 1776 per königlicher Verfügung den Grafen von Robilant mit der Planung einer Badeeinrichtung, die von 1779 bis 1783 unter der Bauleitung des Ingenieurs Capellini entstand. Mit dem Bau des neuen Bades begann auch der Abriss der Altstadt. Um die Badeeinrichtung herum entstand ein neuer Platz, für den einige alte Häuser weichen mussten.
Das erste Kurbad wurde zu einem bedeutenden Entwicklungsfaktor für die Stadt. Von dieser Zeit an bis zur Revolution empfing die Stadt konstant etwa 600 Kurgäste pro Jahr, wovon ein Großteil Franzosen waren. Infolgedessen stieg die Bevölkerungszahl kontinuierlich an und erreichte 1793 etwa 1.700 Einwohner. Im Jahr 1783 ließ der Gemeinderat zum Wohle der Kurgäste eine öffentliche Promenade bauen, die Le Gigot hieß – der heutige Square Alfred Boucher. Sie war damals mit Kastanienbäumen gesäumt und wurde vom Architekten Louis Lampro konzipiert. Abgesehen von den Gärten war es die erste städtebauliche Maßnahme, die Grünflächen vorsah, und gab der Stadt einen Entwicklungsschub, der sich innerhalb der Stadtmauern entlang der Straße nach Genf auswirkte.

### Französische Revolution
Die aufkeimenden Ideen der Französischen Revolution waren beim Bürgertum und Teilen der Handwerkerklasse wohlbekannt und weit verbreitet, dank der vielen Savoyer die in Paris lebten und arbeiteten, und dank den Schriften der Genfer Voltaire und Jean-Jacques Rousseau. In der Nacht vom 21. auf den 22. September 1792 überschritten die Truppen von General Montesquiou die Grenzen des Herzogtums Savoyen und starteten einen Überraschungsangriff. Die Savoyer Armee sah sich gezwungen, zusammen mit dem König, sowie vielen Beamten und Geistlichen, über die Grenze nach Piemont zu flüchten.
Ende Oktober beschloss die Nationalversammlung von Savoyen, einberufen in der Kathedrale von Chambéry, das Ende der Gewaltherrschaft, der Unterdrückung durch Fronarbeit und der Salzsteuer, die Auflösung der Miliz und die Schaffung des historischen Départements Mont-Blanc, das die sechs Provinzen des Herzogtums vereinen sollte. Aix-les-Bains gehörte von nun an 23 Jahre lang zu Frankreich. Die Ankunft der französischen Truppen und die Flucht des Herzogs von Savoyen wurde von den Einwohnern zunächst mit Begeisterung aufgenommen. Doch die Mobilisierung der Menschenmassen, die nach Piémont geflüchteten adligen und geistlichen Ratsherren und vor allem die antireligiöse Politik der Revolutionsführer machten die Bürger unzufrieden, was 1793 schließlich zu konterrevolutionären Aufständen führte.
Aix-les-Bains blieb bis zum Sturz des napoleonischen Kaiserreiches eine französische Stadt. Danach konnte das Haus Savoyen sein verlorenes Land wieder zurückgewinnen. Anne-Marie Claudine Bédat, Baronin Brunet de Saint-Jean-d’Arves nach der Heirat mit Noël Brunet, wurde neue Eigentümerin des Aixer Schlosses, das heutige Rathaus, das sie 1821 an den Marquis de Seyssel weiterverkaufte.
Mit dem Einfall der französischen Revolutionsarmee 1792 unter dem Kommando von Montesquiou geriet das Kur- und Bäderwesen ins Stocken. Die Armee der Republik beschlagnahmte die Thermalbäder und schickte ihre verwundeten Soldaten dort zur Genesung hin. Mit dem Ende der Revolution kam es auch in Aix-les-Bains zur Abschaffung der Adelsprivilegien. Vor allem musste die Stadt dem Marquis von Aix nicht mehr die große Summe Geld zurückzahlen, die sie diesem für den Kauf der herrschaftlichen Rechte schuldete. Darüber hinaus brachte der nach der Rückkehr des Friedens eingeführte Freihandel neue Impulse für die Schaffung einer auf die Bädernutzung aufbauenden Wirtschaft. Es kam zum Bau von Pensionen, Hotels und Nachtlokalen. Bei den Kirchengütern hinterließ die Revolution hingegen negative Spuren: die Stiftskirche musste nach der Zerstörung des Glockenturmes und des Kirchenmöbiliars aufgegeben werden.
Die kleine Hafenmole, 1720 unter dem Ancien Régime errichtet, begann sich zu einem richtigen Hafen zu entwickeln. Anfänglich von den Versorgungsschiffen der Alpenarmee angefahren und mit einem Magazin ausgestattet, wurde er nach und nach zum Verladen von Waren ausgebaut, insbesondere von Glasperlen, die man in Werkstätten an den Ufern des Sees hergestellte. Er trägt jetzt den Namen Port de Puer. In die Entwicklung des Hafenviertels war der Bau einer Uferstraße mit einbezogen, entlang derer viele weitere Neubauten außerhalb des Zentrums und den bestehenden Dörfern entstanden. In den umliegenden Dörfern sorgte die Revolution für den Zerfall der alten Adelsgüter und zum Verlust kirchlicher Kulturdenkmäler. An den Dorfrändern siedelte sich vorindustrielles Gewerbe an, das dort vorher nicht vorzufinden war: es entstanden Mühlen, Sägewerke, Schmieden etc.

### Zweites Kaiserreich (1852–1870)
Am 22. April 1860 bestätigten die Einwohner von Aix-les-Bains mit 1090 zu 13 Stimmen den Anschluss Savoyens an das französische Kaiserreich, der einige Tage zuvor im Vertrag von Turin festgelegt wurde. Die Stadt war nun endgültig auf französischer Seite. Die Angliederung wurde symbolisch durch einen offiziellen Besuch von Napoleon III. gefeiert. Am 29. August 1860 besuchte er das Aixer Thermalbad, wo man ihn mit Kränzen und Beifall überhäufte.

### Belle Époque (1890–1914)

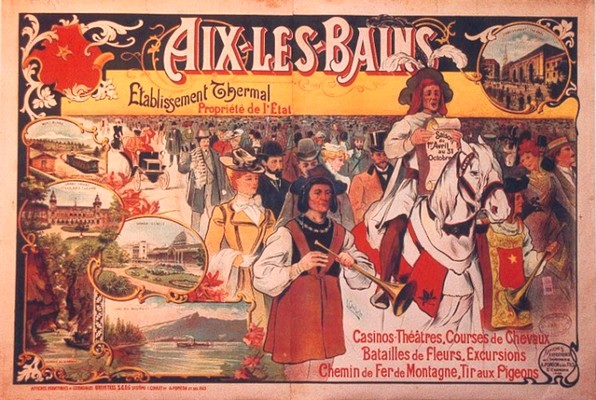
Plakat aus der Belle Époque

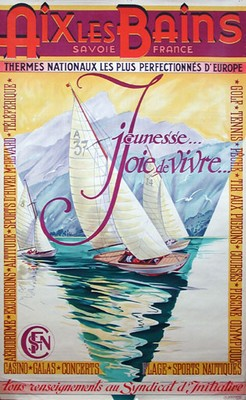
Plakat aus der Belle Époque

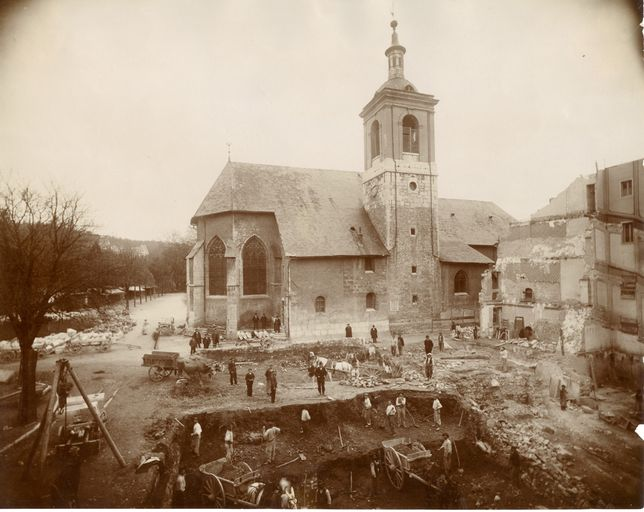
Grundlegung des Astoria-Luxushotels

Zur Zeit der Belle Époque und noch bis in die 1960er hinein galt Aix als Ferienhochburg für fürstliche Familien und wohlhabende Leute. Dies belegen zahlreiche Luxushotels oberhalb der Stadt, die mittlerweile in Eigentumswohnungen umgewandelt sind. Königin Victoria wurde unter anderem im Café des Bains und im 1850 eröffneten Kasino Grand Cercle bedient. Der belgische König Albert I. und selbst der Agha Chan waren Stammgäste der Kurstadt, die auch für ihre Unterhaltungsmöglichkeiten bekannt war. Die Stadt verdankt dieser Epoche die Einrichtung eines 18-Loch-Golfplatzes (1899), einer Tennishalle und einer Pferderennbahn. Mehrere Stücke und Geschichten von Sacha Guitry, wie etwa der Roman eines Schwindlers, sind Bestandteil von Aix-les-Bains geworden. Königin Victoria suchte die Stadt sehr regelmäßig auf. Anbetracht ihres Ranges und aus diplomatischen Gründe reiste sie stets inkognito unter dem Titel Comtesse de Balmoral an. Dem Charme der Stadt verfallen und um die Vorteile des Wassers als auch des Klimas zu genießen, plante sie auf dem Hügel von Tresserve ein Anwesen und dazu ein echtes Landgut zu bauen. Das Projekt war 1888 bereits beschlossen, konnte jedoch aus unbekannten Gründen nicht umgesetzt werden.
Aix-les-Bains war eine Stadt voller Aktivitäten und Festlichkeiten, zumindest im Sommer. Im Winter glich sie eher einer Geisterstadt. Sie war während der Sommerzeit die Hauptstadt der Aristokraten, der gehobenen europäischen Gesellschaft des 19. und frühen 20. Jahrhunderts. Prinz Nikolaus von Griechenland, dessen Familie in enger Verbindung mit den meisten europäischen Königshäusern stand, verbrachte seine Sommer zwischen Aix-les-Bains und Dänemark, wo er seine landfremden Cousins traf. Hier war er unter dem Namen Greek Nicky („der griechische Nicky“) bekannt, der ihn von seinem zukünftigen Cousin Nikolaus II. von Russland unterschied.

### Erster Weltkrieg
Der Erste Weltkrieg begann zwar offiziell 1914, besaß jedoch eine lange Vorbereitungsphase. Seit 1901 wurden im Thermalkrankenhaus (Hospice Reine-Hortense) jedes Jahr nachweislich 45 Betten gebucht. Diese sollten bei Kriegsausbruch den militärischen Behörden zur Verfügung gestellt werden. Im Einvernehmen mit der Gemeindeverwaltung hatte das Französische Kriegsministerium die Einrichtung zweier zusätzlicher Krankenhäuser in der Kurstadt geplant. Das erste entstand 1911 in der Bernascon-Schule im Boulevard des Anglais, das andere zwei Jahre später in der Mädchenschule in der Rue Lamartine 2. Am 5. August 1914 erklärte der Vorsitzende der humanitären Frauenunion sein in einer Grundschule eingerichtetes Krankenhaus bereit für die Aufnahme von Kriegsopfern. Am 8. August ließ die Société de Secours aux Blessés Militaires („Gesellschaft zur Unterstützung militärischer Verwundeter“), eine Vorgängerin des Französischen Roten Kreuzes, die offizielle Eröffnung des Krankenhauses in der Bernascon-Schule verkünden. Bald darauf, am 14. August, forderte die Präfektur die Aixer Gemeindeverwaltung dazu auf, leicht zu behandelnde Patienten zu entlassen, um Platz für die verwundeten Soldaten zu schaffen.
Am 28. August stellte die Kasino-Verwaltung die Einrichtungen des Grand Cercle und der Villa des fleurs der städtischen Koordinierungsstelle zur Verfügung. Am selben Tag empfing die Savoyer Präfektur eine Nachricht vom Gouverneur der 14. Militärregion (Lyon) mit der Aufforderung: „Bitte setzen Sie aus diplomatischen Gründen die Krankenhausunterbringung der Verwundeten in der neutralisierten Zone von Savoyen aus.“ Drei Tage später folgte ein weiteres Telegramm mit genaueren Angaben: „Die Einweisung von Verwundeten, auch von Deutschen in Aix-les-Bains, ist in der neutralen Zone ohne Anweisungen des Ministers nicht möglich.“ Im Grunde genommen war die Aufnahme verwundeter Soldaten damit untersagt, nicht nur im Département Haute-Savoie, sondern auch in jenem Teil Savoyens, der im Zweiten Pariser Frieden von 1815 erwähnt wurde und zu dem die Stadt Aix-les-Bains gehörte.

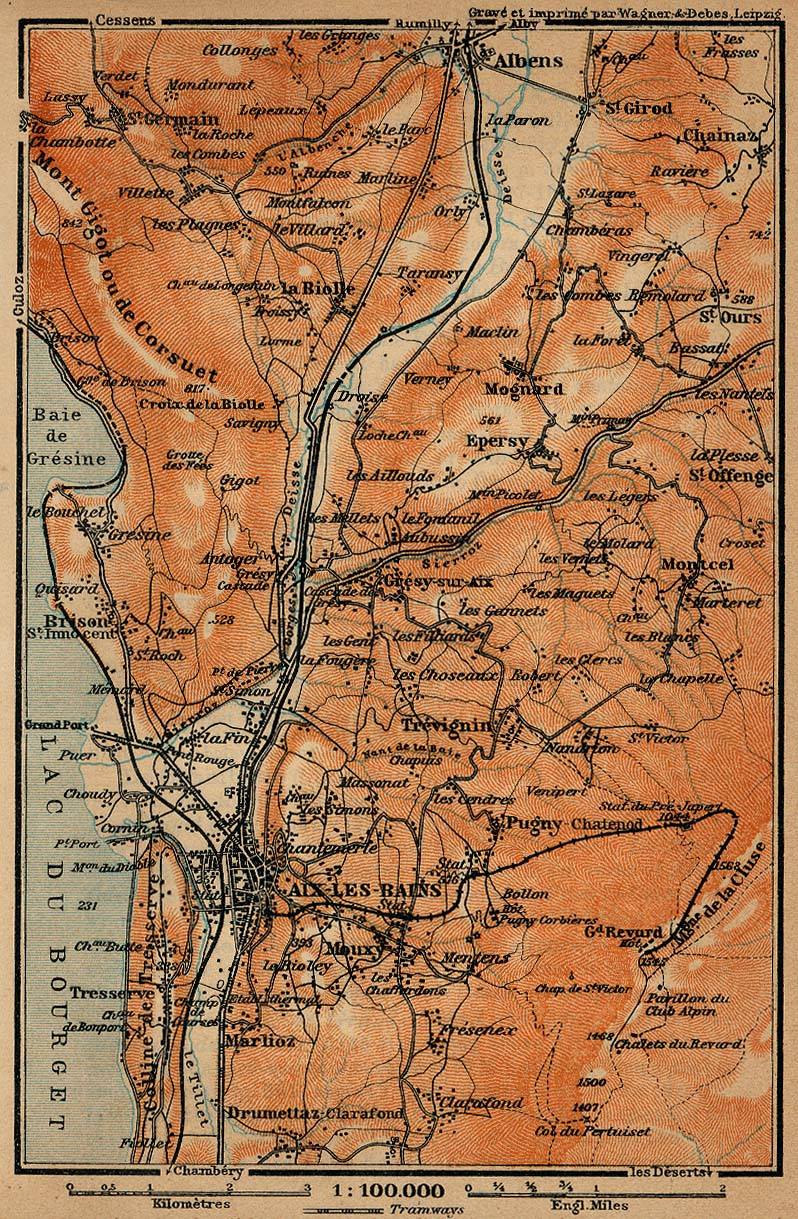
Karte von 1914

Am 2. September übermittelte die Präfektur ein überraschendes Telefongespräch mit dem Ministerium für auswärtige Angelegenheiten: „Der Außenminister erklärte nachdrücklich, dass wir in Aix-les-Bains keine französischen Verwundeten aufnehmen dürfen, die imstande sind, in die Armee zurückzukehren. Allerdings scheint es keine Einwände dagegen zu geben, deutsche oder französische Verwundete, die sehr schwer krank sind, deren Leben in Gefahr ist oder die vermutlich nicht vor Beendigung der Kampfhandlungen heilen werden, in der neutralen Zone unterzubringen.“ Am 4. September telegrafierte derselbe Minister an die Präfektur schließlich: „In Anbetracht der französischen Auslegung der Verträge scheint Aix-les-Bains als außerhalb der neutralen Zone gelegen betrachtet zu werden; deshalb gibt es keinen Grund, die Verwundeten nicht stationär aufzunehmen.“
Aix-les-Bains gehörte auf einmal nicht mehr zur neutralen Zone, die als Überbleibsel seit der Angliederung von Savoyen an Frankreich bestand. Das änderte jedoch nichts daran, dass Haute-Savoie noch zu dieser Zone zählte, was zur Niederlassung der dortigen Zentrale des Roten Kreuzes im Nachbardépartement Savoyen führte. Auch die Zentrale von Annecy, Annemasse und Évian war in Aix-les-Bains ansässig. Im September 1914 stellte der Sanitätsdienst in der Kurstadt 1135 Betten zur Verfügung. Am 10. September wurden die ersten 330 Verwundete per Zug eingeliefert. Weitere 85 Verletzte trafen in der Nacht vom 12. auf den 13. September ein. Am selben Tag stellte die Ambulanz des Grand Cercle 200 zusätzliche improvisatorische Betten in der Spielhalle sowie im Café- und Theatersaal bereit. In dem kleinen Raum gegenüber dem Bridge-Saal und der nordwestlichen Galerie wurden zwei Operationssäle untergebracht. Bis Ende September ließ man in den Luxushotels der Stadt sechs weitere Krankenstationen einrichten. Am 1. Oktober 1914 nahm die Stadt einen massiven Zustrom an Kriegsverletzten auf, insgesamt 1.180 an der Zahl, die man auf 14 Stationen aufteilen ließ.
Bei der Gemeinderatssitzung vom 5. Oktober 1914 wurden drei wichtige Forderungen gestellt. Zum einen sollten die zum Kriegsdienst eingezogenen Ärzte nach Aix zurückkehren. Weiterhin wurde der Sanitätsdienst dazu aufgefordert, nur leicht Verwundete nach Aix zu schicken, da das nötige chirurgische Personal fehlte und die Operationssäle, mit Ausnahme des städtischen Krankenhauses, nicht für die Behandlung schwerer Verletzungen ausgestattet waren. Die letzte Forderung war, die Verwundeten möglichst nicht in Viehwaggons zu transportieren. Ende Mai 1915 erbat der Bürgermeister bei den Behörden die Räumung des Grand Cercle, das seit Beginn des Krieges als „allgemeines Genesungslager“ diente. Der Magistrat der Stadt sagte: „Sobald Savoyen vom Krieg befreit ist, ist es absolut notwendig, dass wir unseren Besuchern und Badegästen die größtmöglichen Annehmlichkeiten bieten.“ Nach der Überprüfung der Anfrage begann die Evakuierung des Grand-Cercle-Gebäudes, die vom 12. November 1915 bis zum 15. Januar 1916 dauerte. Im Jahr darauf wurden die restlichen Hotels geräumt und die Aufnahme von Kurgästen ermöglicht.

### Konferenz zur Unabhängigkeit Marokkos

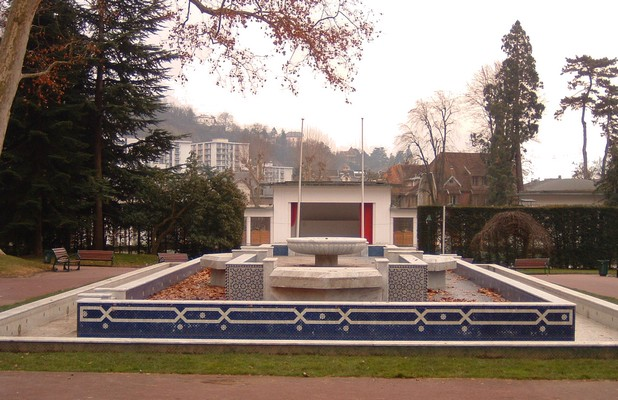
Gedenkbrunnen im Stadtpark, zur Erinnerung an die Verhandlungen zur Unabhängigkeit von Marokko

Im September 1955 fanden in Aix-les-Bains die Verhandlungen zur Unabhängigkeit von Marokko statt. Der französische Premierminister Edgar Faure fasste die Ergebnisse der Konferenz öffentlich unter dem Begriff L’indépendance dans l’interdépendance („Unabhängigkeit bei gegenseitiger Abhängigkeit“) zusammen. Bis dahin war das marokkanische Gebiet rechtlich gesehen ein französisches Protektorat, dessen Sultan Mohammed Ben Youssef im Exil lebte. Die Verhandlungen wurden in Anwesenheit zahlreicher französischer und marokkanischer Einzelpersonen und Organisationen geführt. Auf Seiten der Marokkaner saßen sowohl die Parti Démocratique de l’Indépendance (PDI) als auch die Istiqlal-Partei am Verhandlungstisch, die insbesondere von Mehdi Ben Barka, Omar Benabdeljalil, Abdelhadi Boutaleb, Abderrahim Bouabid und M'hamed Boucetta vertreten wurde. Die französische Delegation setzte sich unter anderem aus Edgar Faure, Pierre July und Robert Schuman zusammen. Daneben waren Gäste aus den verschiedensten Bereichen geladen, die in Bezug auf die Lage Marokkos und seiner Unabhängigkeit kompetente Ratschläge erteilen konnten. Ebenfalls eingeladen waren treue Verbündete des Protektorats und die traditionellen Stammesführer, denen man zur Enttäuschung der Istiqlal-Partei den Vorrang gewährte.
Während die Verhandlungen in Aix-les-Bains ein wichtiger Schritt zur Unabhängigkeit Marokkos waren, bleibt festzuhalten, dass Frankreich viel dafür tat, diesen Übergang vorzubereiten. Die französische Regierung war damals tatsächlich von der Notwendigkeit überzeugt, dem nordafrikanischen Gebiet seine Unabhängigkeit zu gewähren. Doch die vielen wirtschaftlichen Interessen und Geschäftsbeziehungen, einschließlich der Paschas und Wirtschaftsbosse, drängten Frankreich dazu, darauf zu achten, dass bei diesem Übergang nichts überstürzt wurde und ein reibungsloser Wechsel eingeläutet werden konnte. Das Schicksal des souveränen Königreichs Marokko nahm während der Konferenz von Aix-les-Bains Gestalt an.

## Politik und Verwaltung

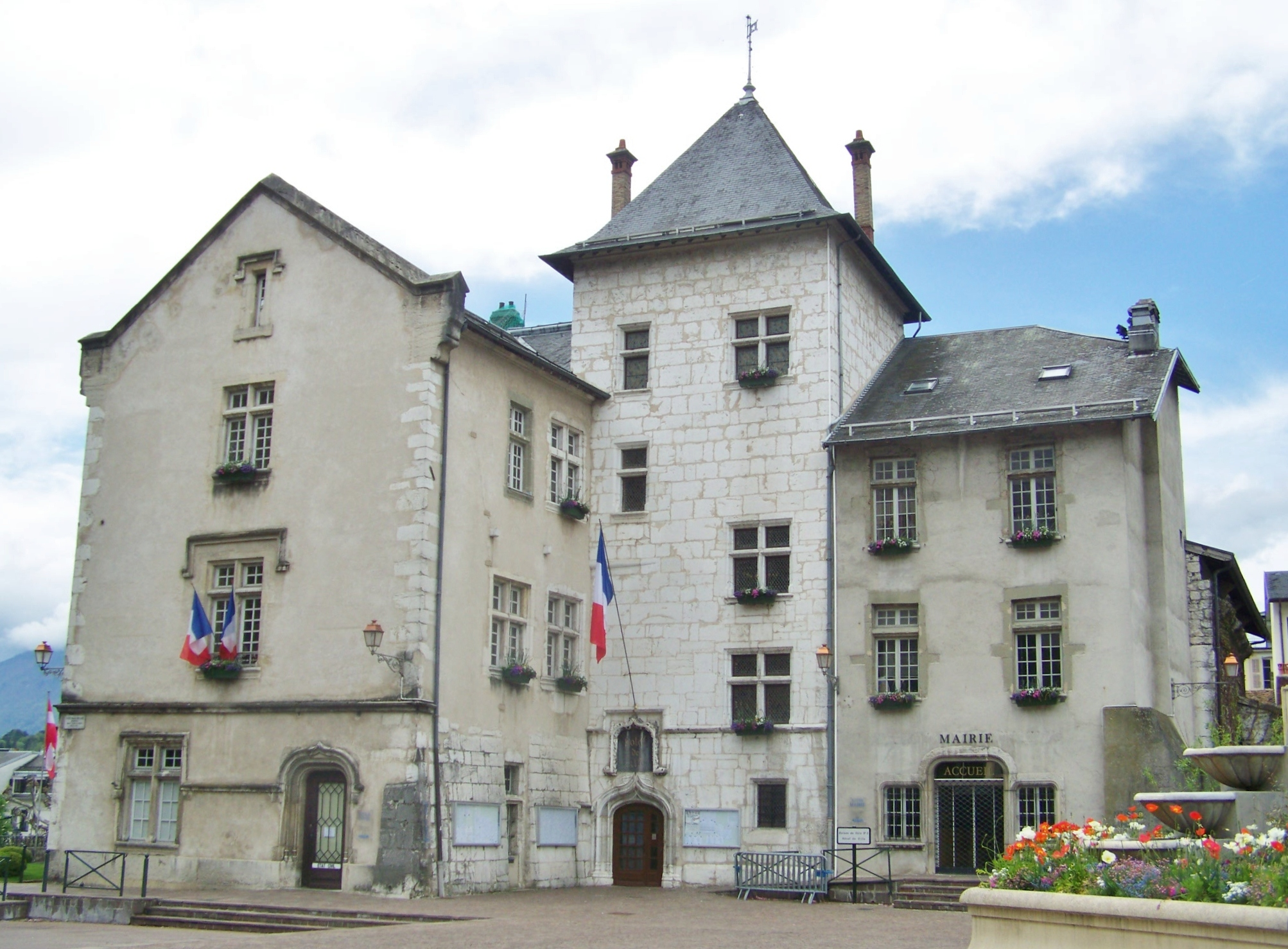
Hôtel de ville (Rathaus)

Die Stadt Aix-les-Bains ist in die beiden Kantone Aix-les-Bains-1 und Aix-les-Bains-2 unterteilt, zu denen zugleich mehrere Nachbargemeinden gehören.
Die Gemeinde Aix-les-Bains beherbergt mehrere staatliche und öffentliche Einrichtungen auf ihrem Gebiet. Dazu zählen eine Post, eine Polizeistation, eine Gemeindepolizei, eine Gendarmerie, ein Arbeitsamt, ein Finanzamt, ein Gemeindehundegehege, ein Maison des Associations, ein Gemeindezentrum, ein Sozialversicherungszentrum und ein Bahnhof. Der Hauptsitz des Gemeindeverbandes Grand Lac – Lac du Bourget befindet sich ebenfalls in Aix-les-Bains.
Die Mairie von Aix-les-Bains unterhält drei Bürgerämter in der Stadt, die die wichtigsten Dienstleistungen der Stadt anbieten. Die Bürger können hier Behördengänge erledigen, Anträge auf Unterstützung stellen oder Informationen erhalten. Die Behörde bietet Arbeitsmarktberatung, unterstützt Bürgerprojekte, ist aber auch zuständig für Gesundheitsfragen, Rechtsangelegenheiten, Freizeit, Bildung und Kultur. Diese dezentralen Einrichtungen informieren vor Ort über laufende und zukünftig geplante städtische Projekte und bieten den Bürgern die Möglichkeit, dort ihre Meinung zu äußern.

### Justiz
Die Stadt Aix-les-Bains hat mehrere Gerichte: ein Amtsgericht, das nach der Reform des Justizsystems 2007 mit dem von Chambéry zusammengeführt wurde, ein Arbeitsgericht und ein Maison de la Justice et du Droit (MJD). Weitere für das Aixer Becken zuständige Gerichte finden sich in der Stadt Chambéry. Dort gibt es ein Berufungsgericht, ein Zivilgericht, ein Jugendgericht, ein Handelsgericht und ein Sozialgericht.

### Umweltpolitik

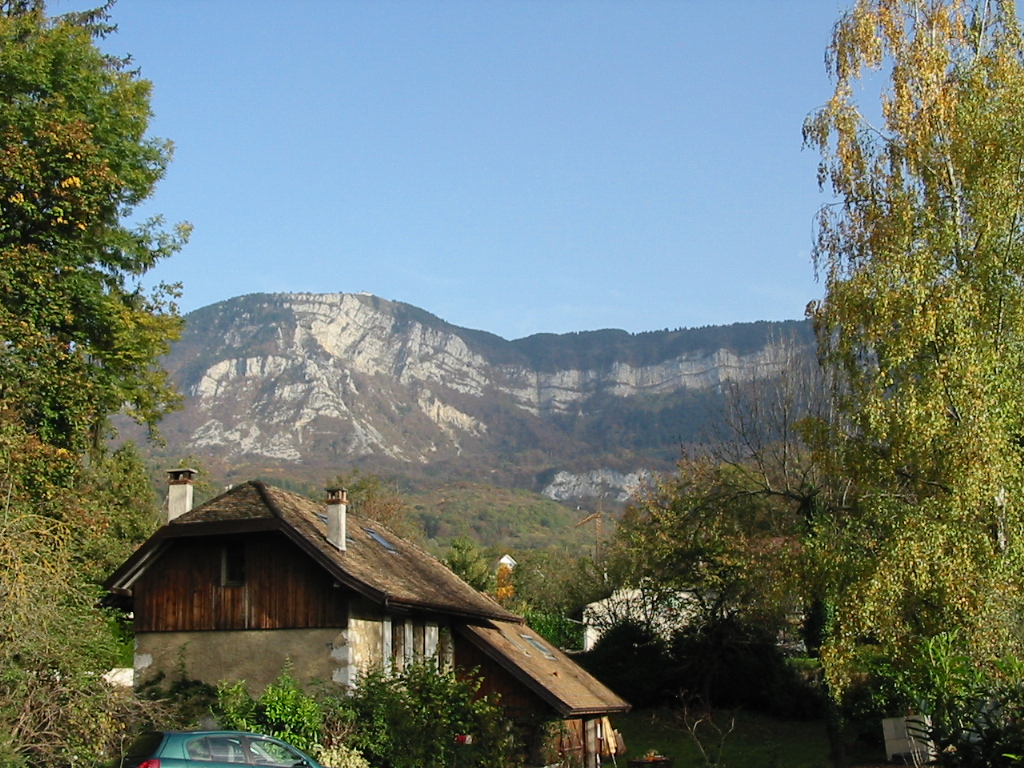
Traditionelles Haus vor dem Mont Revard

Die Wasserqualität des Lac du Bourget begann sich mit der raschen Bevölkerungsentwicklung und dem aufkommenden Tourismus schrittweise zu verschlechtern, was in den 1950er bis 1970er Jahren zu einer Eutrophierung des Sees führte. Der See diente zu dieser Zeit als natürliche Hochwasserentlastung für sämtliche Abwasserkanäle, insbesondere für diejenigen aus Chambéry und Aix-les-Bains. Zur Verschmutzung trugen auch zahlreiche Motorboote bei, die ihr Öl in den See leiteten und deren starke Abgase sich teilweise im Wasser lösten. Die einhergehende Lärmbelästigung wirkte sich schädlich auf viele Vögel und kleine Säugetiere aus. Um der Eutrophierung entgegenzuwirken, wurde seit Mitte der 1970er Jahre deshalb ein Programm zur Entschmutzung des Sees auf den Weg gebracht. Das langfristige Ziel besteht darin, dieselbe Wasserqualität des Lac d’Annecy zu erreichen.
In Savoie und insbesondere in Aix-les-Bains wurden Anlagen zur Wasseraufbereitung eingerichtet. Flüsse wie der Tillet oder Sierroz sind gesäubert worden, was zur Verbesserung der Wasserqualität und zur Regeneration der Wasserbewohner geführt hat. Aix-les-Bains besitzt ein öffentliches Informationszentrum Aqualis, um die Wasserwelt rund um den See zu entdecken und zu verstehen. Es ersetzt das in dem Gebäude aus den 1930er Jahren seit 2017 geschlossene Aquarium.

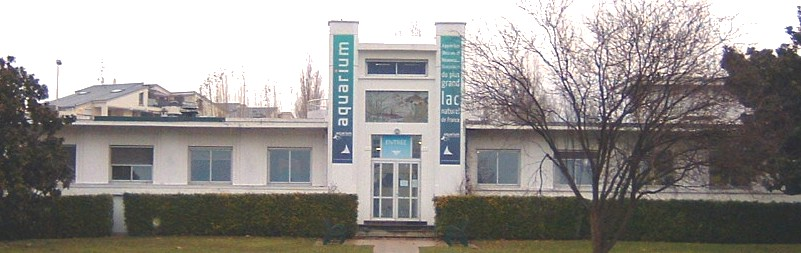
Informationszentrum Aqualis im Gebäude des Art-déco-Stils

Die Stadt bietet darüber hinaus gut ausgeschilderte Fußwege, auf denen Wanderer in Richtung des Mont Revard reisen können. Die Strecken sind vor allem bei Sportlern, Wanderern und Radfahrern beliebt. Um die Ausbreitung von Müll in den Parks zu verhindern werden die Wege regelmäßig gewartet. Mit dem Parc du Bois Vidal verfügt die Gemeinde daneben über einen Stadtpark, wo man ebenfalls viele Wanderwege vorfindet. Der Wunsch war es hier, einen einfachen Wald ohne viel Drumherum zu bieten, wo sich die Natur frei entwickeln kann.
In Aix-les-Bains finden zahlreiche Umweltveranstaltungen statt. Das Kongressgebäude, als auch das Victoria-Kino und das Kasino Grand Cercle veranstalten thematische Konferenzen, sowie Vorführungen von Dokumentar- und Umweltfilmen. Vom 27. bis zum 29. September 2005 wurde in der Stadt die erste nationale Wasserkonferenz organisiert. Zweck der Veranstaltung war es, den Informations- und Erfahrungsaustausch im Bereich des Gewässerschutzes zu verbessern.

## Sehenswürdigkeiten
Aix-les-Bains ist ein integraler Bestandteil von Savoyen. Sowohl Stadt als auch Region besitzen eine ähnliche Kultur und eine gemeinsame Geschichte. Das kulturelle Erbe ist das Ergebnis einer Vielzahl von Einflüssen, die von zahlreichen historischen Invasionen herstammen. Sie hat ihrem Status als Kurort viel zu verdanken, der ihr während der Belle Époque ein beträchtliches Wachstum sowie ein reiches und vielfältiges Kulturkapital bescherte.

### Ufergelände
Im Südosten des Sees haben sich zahlreiche Restaurants und Nachtbars angesiedelt. An dem Ufer befindet sich ein Badezentrum, das ein Schwimmbad und einen Strand bietet. Der Haupteingang aus dem Jahr 1936 ist im Art-Déco-Stil gestaltet. Dahinter liegt weiter nördlich das Aquarium, in dem einheimische Fische zu sehen sind, und eine langgezogene Esplanade, die zum Spaziergehen einlädt und auf der regelmäßig Sonderveranstaltungen stattfinden. Der Platz bietet darüber hinaus einen Panoramablick auf den See und den Felsen Dent du Chat (zu deutsch „Katzenzahn“).
Die Esplanade wird im Norden und Süden vom Grand port und Petit port eingegrenzt, die zusammen den Aixer Hafen bilden. Der Hafen ist mit 1500 Anlegeplätzen der größte Süßwasserhafen des Landes und den Jachtseglern des Sees vorbehalten, die diesen den Sommer über oder das ganze Jahr hindurch für ihre Boote nutzen. Jedes Jahr im Mai findet in Aix-les-Bains ein Wassersportfestival (Fête du Nautisme) statt, bei dem historische Boote aus aller Welt gezeigt werden. Daneben gibt es eine Fachmesse, Vorführungen, sowie vielfältige Unterhaltungsangebote.

### Kasino Grand Cercle

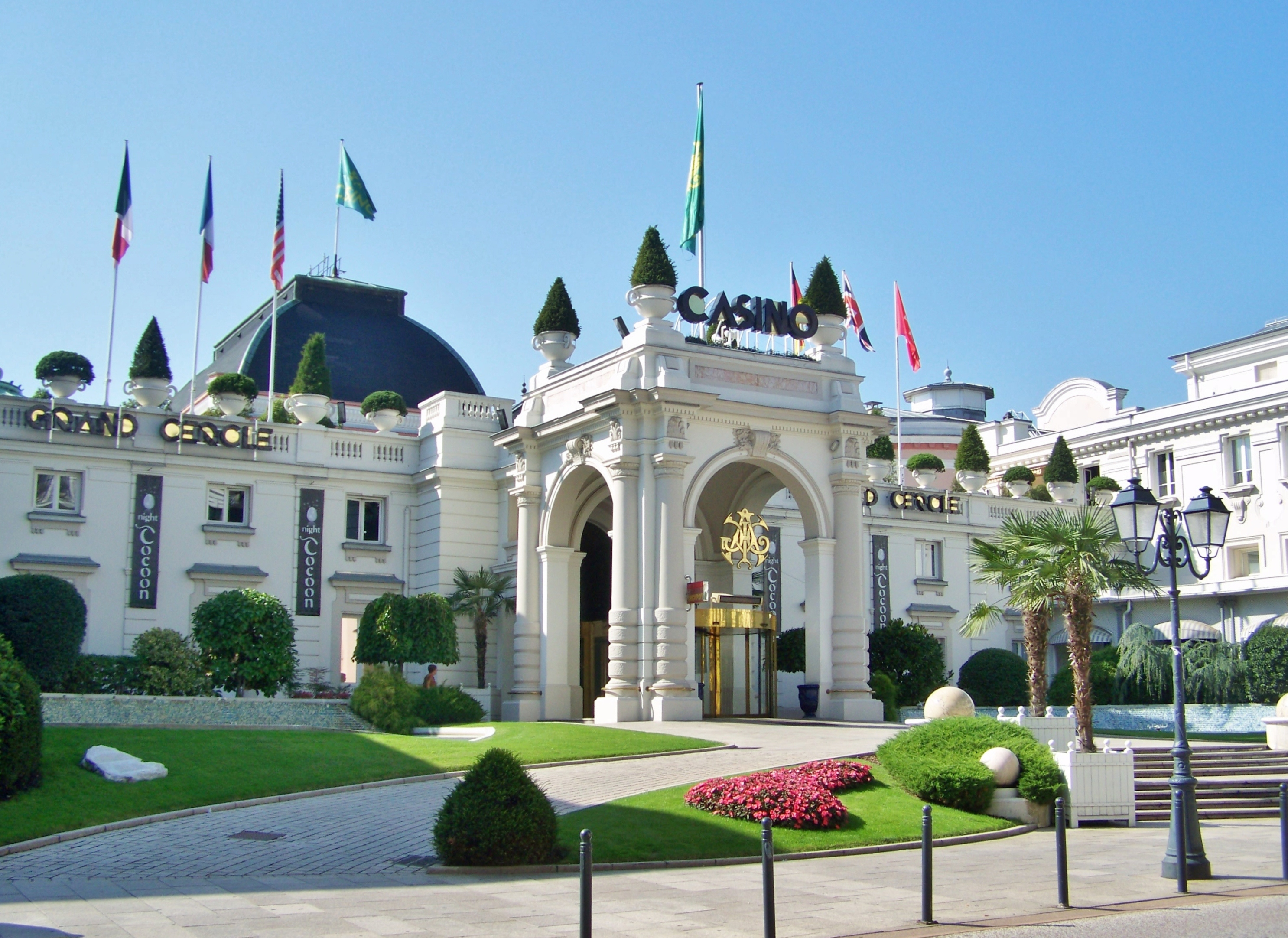
Das Kasino Grand Cercle

Das Kasino Grand Cercle bildet neben dem Kasino von Évian-les-Bains ein wichtiges architektonisches Ensemble in Savoyen. Das Kasino wurde 1850 vom Savoyer Herzog Viktor Emanuel II. eröffnet. Die Decke der Empfangshalle ist mit einem schönen Mosaik bedeckt, bestehend aus 3,5 Millionen kleinen Glaswürfeln, die auf einem goldenen Hintergrund montiert sind. In seiner Anfangszeit enthielt das Gebäude in seinem mittleren Teil einen mit zwei Zimmern flankierten Ballsaal, von denen eines für das Spiel und das andere zum Lesen und für die Korrespondenz vorgesehen waren. Dreißig Jahre später gewann das Kasino an Bedeutung und wurde um zwei seitliche Pavillons ausgebaut. Im Jahr 1899 wurde das Gebäude mit einem Theater ausgestattet, das 900 Sitzplätze umfasste und mit einer Bühnenmaschinerie aus Holz ausgerüstet war. Vor einigen Jahren gelangten in die traditionelle Spielhalle (mit Boule, Roulette, Black Jack,… ) vier Werke des Malerkünstlers Di Credico. Das Kasino Grand Cercle wurde für den Zeitraum 2004–2005 auf Grundlage seiner Brutto-Spielerträge auf Platz 24 aller französischen Kasinos eingestuft.

### Château de la Roche du Roi

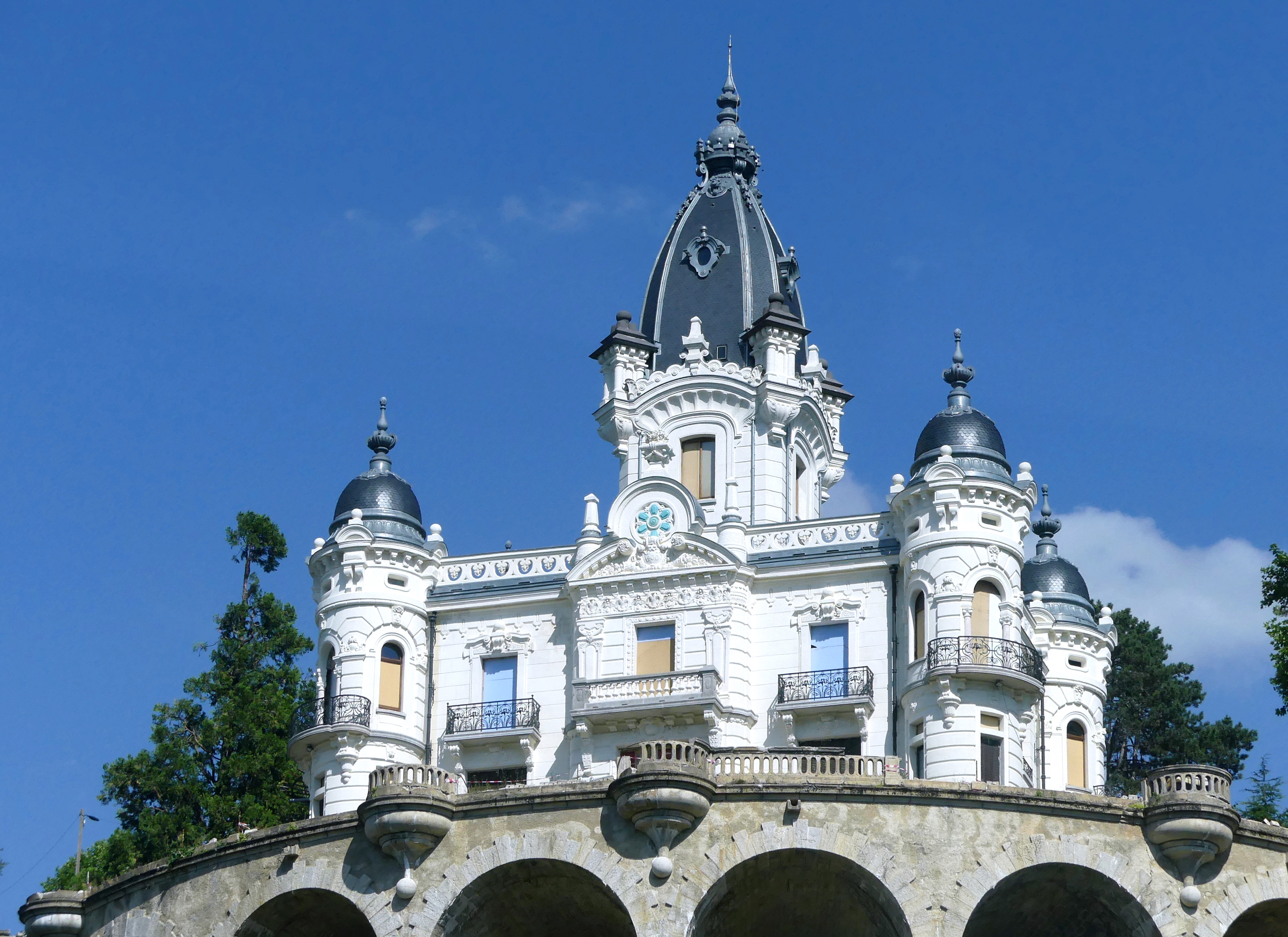
Château de la Roche du Roi

Das Château de la Roche du Roi aus dem 20. Jahrhundert befindet sich auf den Anhöhen von Aix-les-Bains. Erbaut auf dem Hang eines Hügels mit Blick auf die Pferderennbahn und dem Golfplatz, beherrscht das Schloss einen Großteil der Stadt. Es wurde im Jahr 1900 von dem Stadtarchitekten Jules Pin sowie dem Unternehmen Léon Grosse erbaut. Das Schloss ist heute ein historisches Denkmal (Monument historique). Sein architektonischer Stil ist eine Mischung aus orientalischen Palästen und Schlössern der Renaissance. Die Gesamtfläche des Gebäudes beträgt ungefähr 500 m². Es steht auf einer Terrasse und wird durch einen Unterbau aus Gewölbebögen getragen. Außerhalb des Schlosses befindet sich in unmittelbarer Umgebung ein sehr dichter Wald, der aus mehreren alten Bäumen, Sträuchern und Pflanzen besteht, die in der Region weitverbreitet sind. Das Schloss gehört momentan einem Privateigentümer aus dem Ausland. Angesichts des jahrelangen Leerstands versucht die Stadt, nachdem mehrere größere Schäden beobachtet wurden und es zu Eingriffen der Feuerwehr gekommen war, das Denkmal zu erwerben.

### Notre-Dame d’Aix-les-Bains

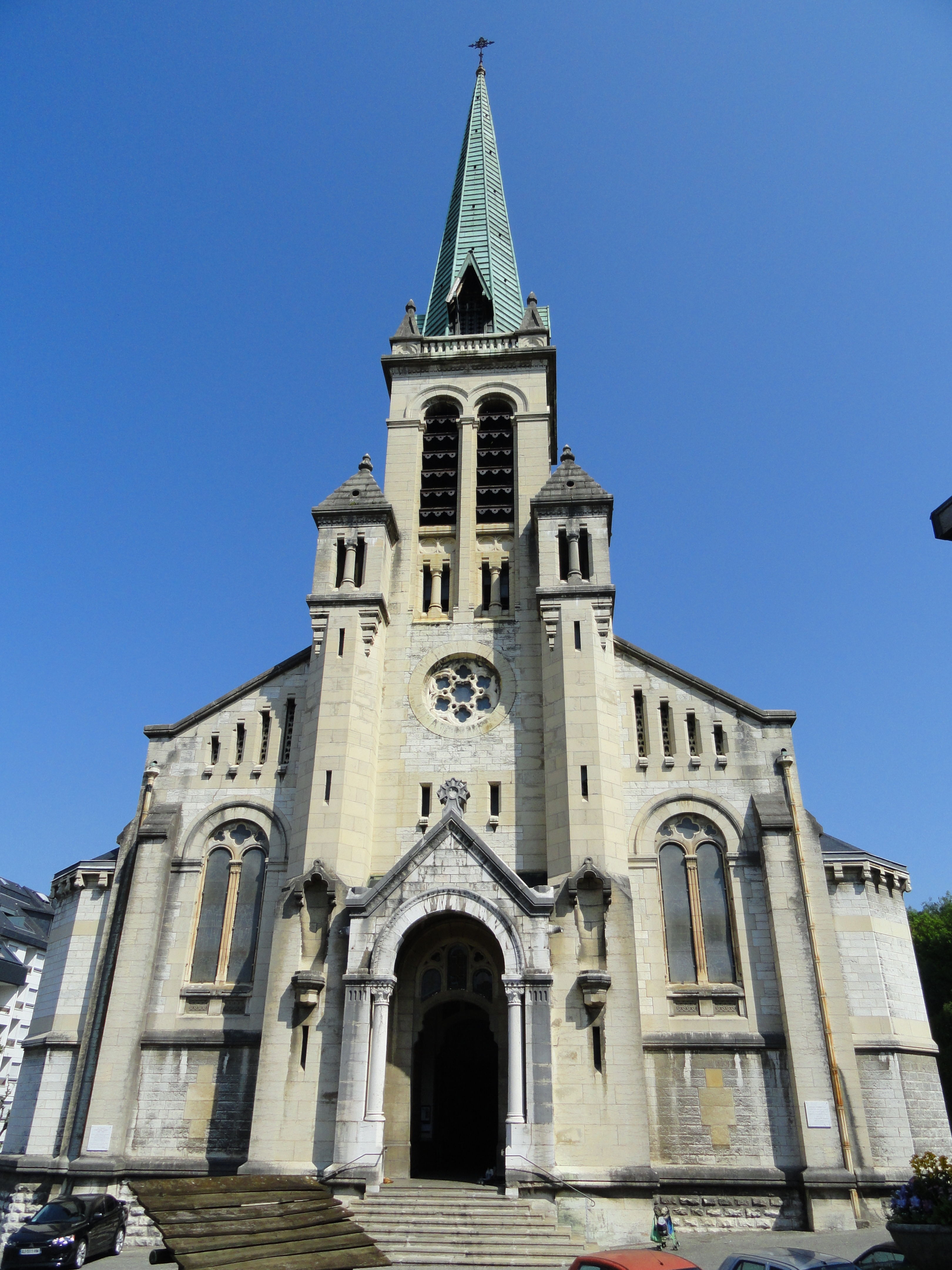
Notre-Dame d’Aix-les-Bains

Die Mariä-Himmelfahrt-Pfarrkirche Notre-Dame-des-Eaux befindet sich im Zentrum von Aix-les-Bains. Für den Entwurf des Kirchenbaus wurde ein Architekturwettbewerb organisiert, den Arthur Bertin gewann. Mit dem Bau beauftragte man das Unternehmen Bonna. Die Arbeiten begannen im Jahre 1890 und endeten 1892, obwohl in Wahrheit bis 1905 noch Änderungen vorgenommen wurden. Das Gebäude hat die Form eines Kreuzes und ist vom Baustil her byzantinisch geprägt. Die Vierung trägt eine Kuppel. Das Dach des 55 Meter hohen Kirchturms besteht aus Holz und ist aufgrund einer Oxidation grün gefärbt. Die einfachen Tonnengewölbe der Kirche sind eher romanischen Stils. Die Kreuzwegtafeln, als ergänzendes Inventar denkmalgeschützt, stammen aus Spanien, von wo sie General Forestier während seiner Feldzüge unter Napoleon Bonaparte mitbrachte. Wie die seit 1976 denkmalgeschützten und im Chor aufbewahrten Tafeln der Zwölf Apostel kommen sie wahrscheinlich aus Italien und werden Experten zufolge ins 17. Jahrhundert datiert. Mit ihrer beachtlichen Höhe überragt die Kirche die Innenstadt von Aix und ist für den Alltag der Bewohner sehr präsent. Der Platz vor der Kirche verwandelt sich wegen seiner zentralen Lage die Woche über in einen öffentlichen Parkplatz.

### Musée Faure

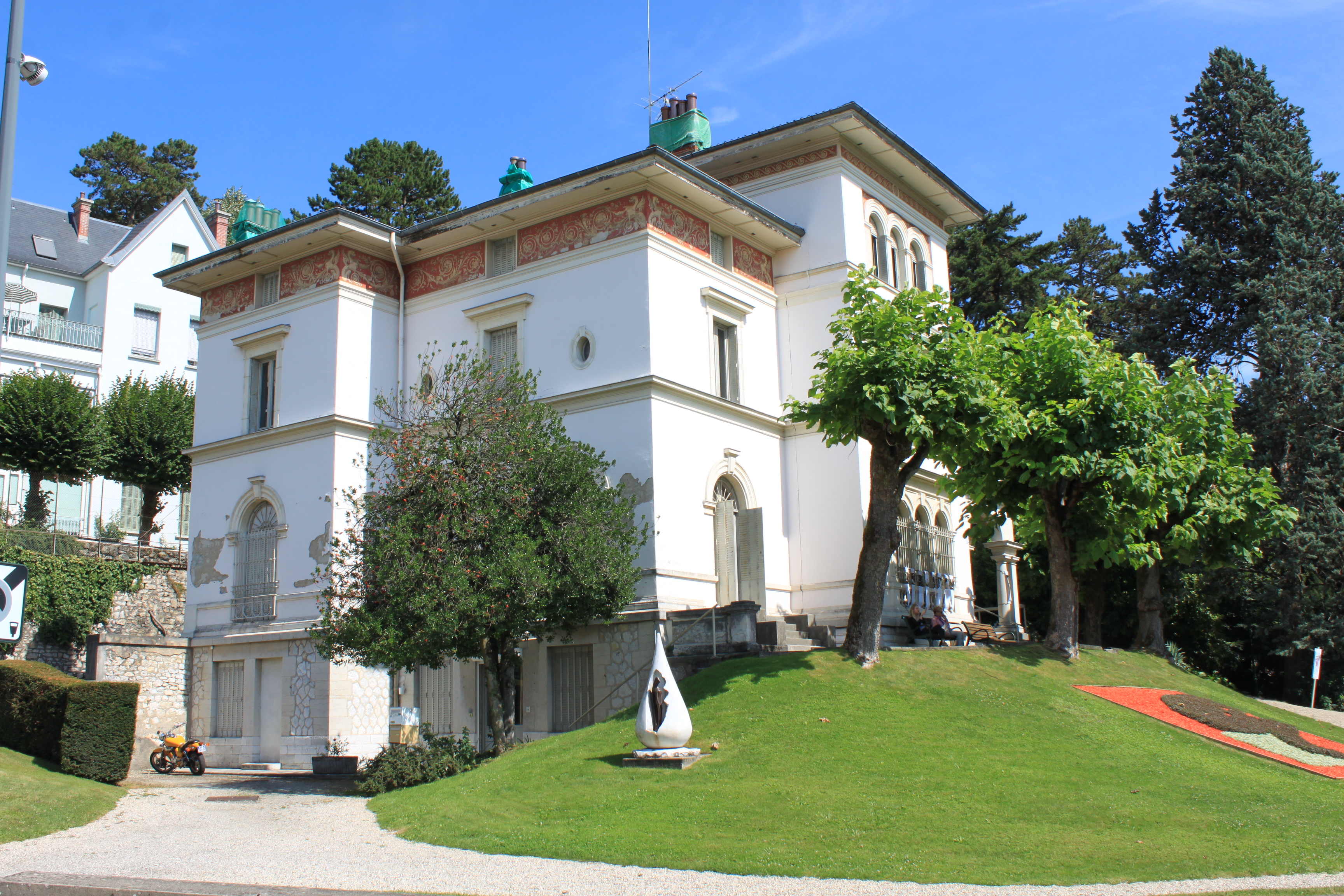
Musée Faure

Das Musée Faure ist ursprünglich aus einer privaten Sammlung hervorgegangen, die der Arzt Faure (1862–1942) der Stadt vermachte und die seit 1949 in einer Villa aus der Zeit der Jahrhundertwende untergebracht ist. Mit insgesamt 34 Skulpturen und daneben zahlreichen Studien verfügt das Museum über die zweitgrößte Sammlung des Bildhauers Auguste Rodin in Frankreich. Eine weitere Sammlung zeigt impressionistische Gemälde von Malern, die den Stilepochen der Romantik, des Post-Impressionismus und des Symbolismus nahestanden. Es handelt sich dabei um die zweitgrößte impressionistische Sammlung der Region. Zu sehen sind Werke von Corot, Boudin, Jongkind, Ravier, Puy, Cézanne, Sisley, Pissarro, Degas, Bonnard, Vuillard, Lebourg, Lebasque, Marquet, Robert Antral, Charles Cottet, Jules Desbois, Edmond Aman-Jean, John Singer Sargent, Victor Vignon, Constant Troyon, Stanislas Lépine, ebenso wie von Adolphe Monticelli, Georges Michel und Jean-Victor Bertin.

### Grünflächen

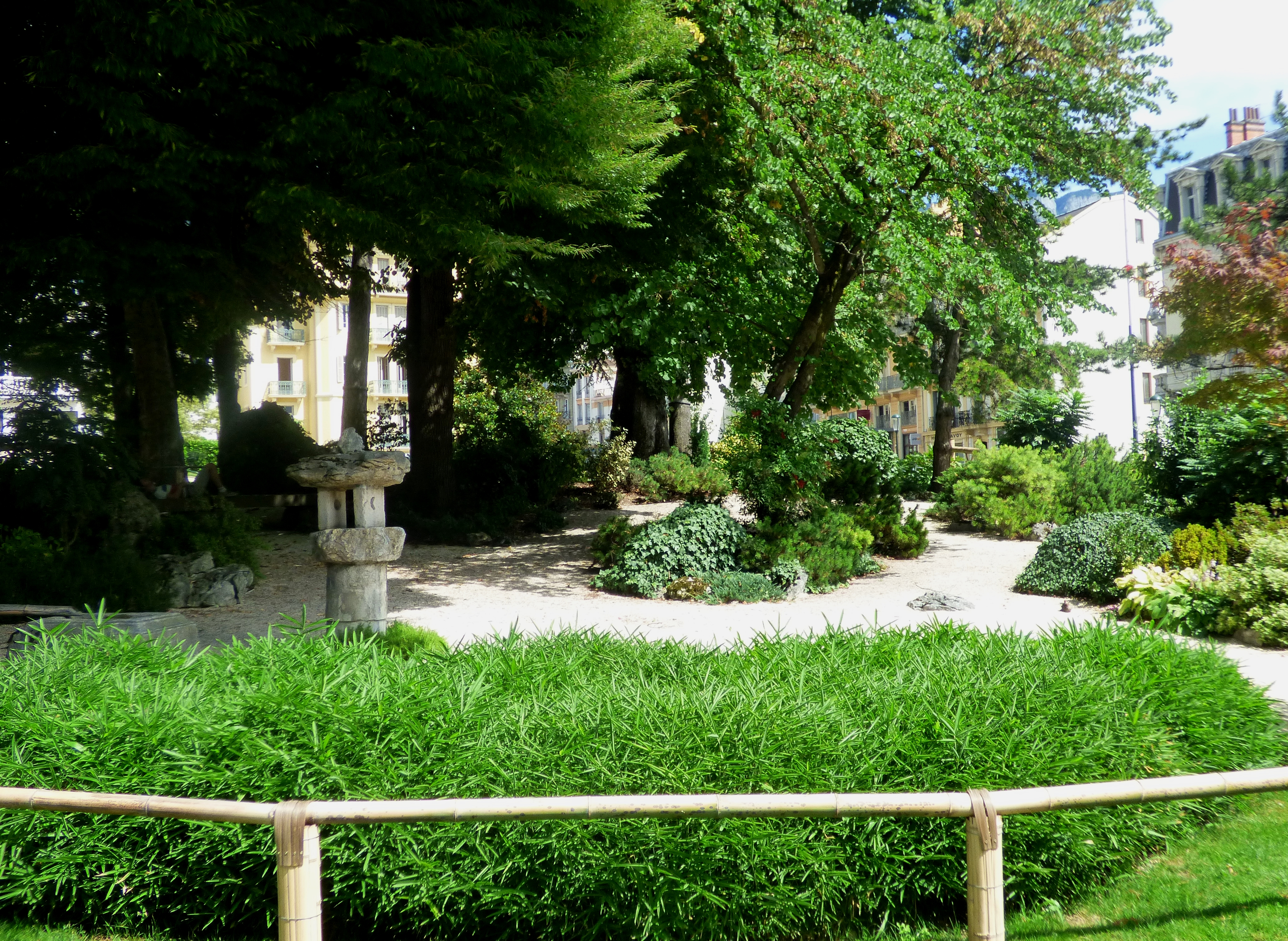
Japanischer Garten

Die Gemeinde erhielt 2022 die Auszeichnung „Vier Blumen“, die vom Conseil national des villes et villages fleuris (CNVVF) im Rahmen des jährlichen Wettbewerbs der blumengeschmückten Städte und Dörfer verliehen wird.
Der Blumenpark bei den Thermen besteht aus jahrhundertealten seltenen Bäumen. In dem Freilichttheater mit 3000 Plätzen finden Konzerte statt, vor allem zur Sommerzeit.
Der parc du Bois Vidal im Zentrum der Stadt umfasst auf einer Fläche von 15 Hektar einen Wald, Wiesen, zahlreiche Wanderwege und einen Fitness-Parcours.
An der Stadtgrenze erstreckt sich der Forêt de Corsuet mit einer Fläche von ungefähr 16 Hektar. Ser Wald hat zahlreiche Wanderwege, einen Fitness-Parcours und ist vor allem bei Mountainbikefahrern beliebt.
Am Eingang des Radisson Blu in der Avenue du Général-De-Gaulle befindet sich ein Japanischer Garten. Seine Gestaltung beruht auf dem Kanji-Schriftzeichen 心 für „Herz“.

### Luxushotels und Stadthäuser

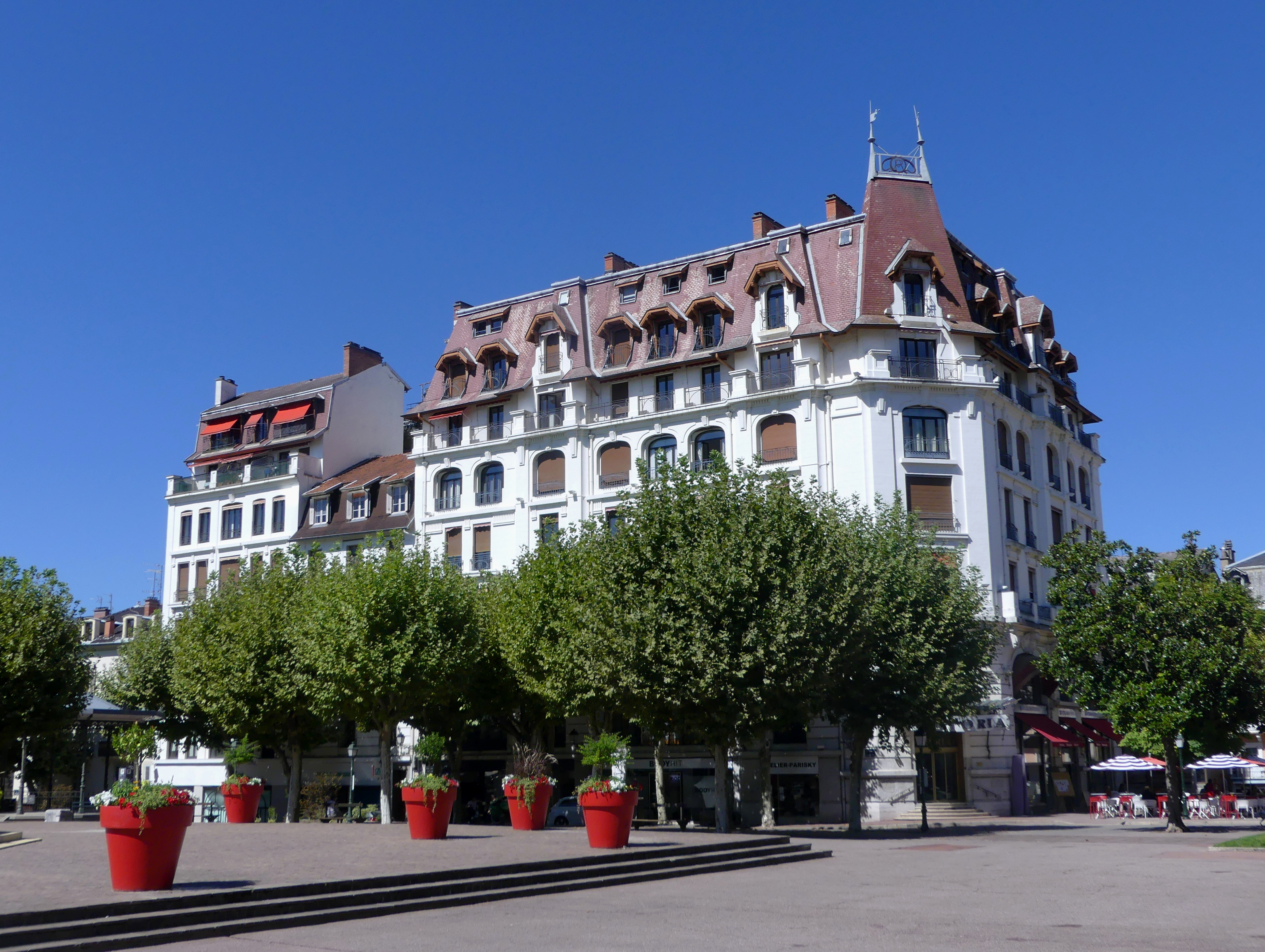
Palasthotel Astoria

In der Belle Époque kam es zum Bau mehrerer Luxushotels, von denen die meisten in Wohnungen umgewandelt wurden. Trotz alledem sind sowohl ihre imposanten Außenfassaden als auch ihre meisterhaften schmiedeeisernen Eingangsportale aus der Markgrafenzeit erhalten geblieben. Von den vielen Hotels die Namen trugen wie Beau-site, Grand-Hôtel, Bernascon, Splendide, Royal und Mirabeau ist als einziges nur noch das Astoria in Betrieb.
Das Rathaus von Aix-les-Bains war ursprünglich ein ehemaliges Schloss der Markgrafen, die hier im 16. und 17. Jahrhundert residierten. Gleich hinter dem Rathaus befindet sich ein gallo-römischer Diana-Tempel, einer der drei letzten noch komplett erhaltenen Tempel in Frankreich. Das Gebäude beherbergt ein archäologisches Museum, das zahlreiche Statuen und Objekte aus der Antike und Bronzezeit ausstellt.
Die Anzahl der Umsetzungen von Hotelbauvorhaben in Aix nahm zwischen 1883 und 1914 verstärkt zu. Als Geldgeber ragten die beiden Rivalen Gaudens-Antoine Rossignoli (1837–1908) und Jean-Marie Bernascon (1826–1912) hervor. Die meisten Gebäude errichteten die beiden Genfer Architekten Antoine Gouy und Alfred Olivet sowie der leitende Stadtarchitekt Sébastien Pin (genannt Jules Pin).

#### Liste der Luxushotels
- Le Splendide (1884) von Gaudens Antoine Rossignoli
- L’Excelsior (1906) von Gaudens Antoine Rossignoli
- Le Bernascon (1909) von Jean-Marie Bernascon, mit der Villa Regina als Nebengebäude
- Le Royal (1914) von Louis Rossignoli
- Le Mirabeau (1910)

#### Andere große Hotels
- Le Grand Hôtel (1858) von C-B Pellegrini, mit Nebengebäude Les Ambassadeurs (1877)
- L’Hôtel du Globe (1868), heute Hôtel de l’Europe mit Nebengebäude Villa Victoria (1883)
- L’Hôtel Beau Site (1883)
- L’Hôtel International (1893), mehrmals zwischen den Jahren 1985 und 1995 abgebrannt, heute renoviert
- L’Hôtel des Iles Britanniques (1903)
- Astoria (1904)
- Le Panoramic

## Wirtschaft und Infrastruktur

### Unternehmen

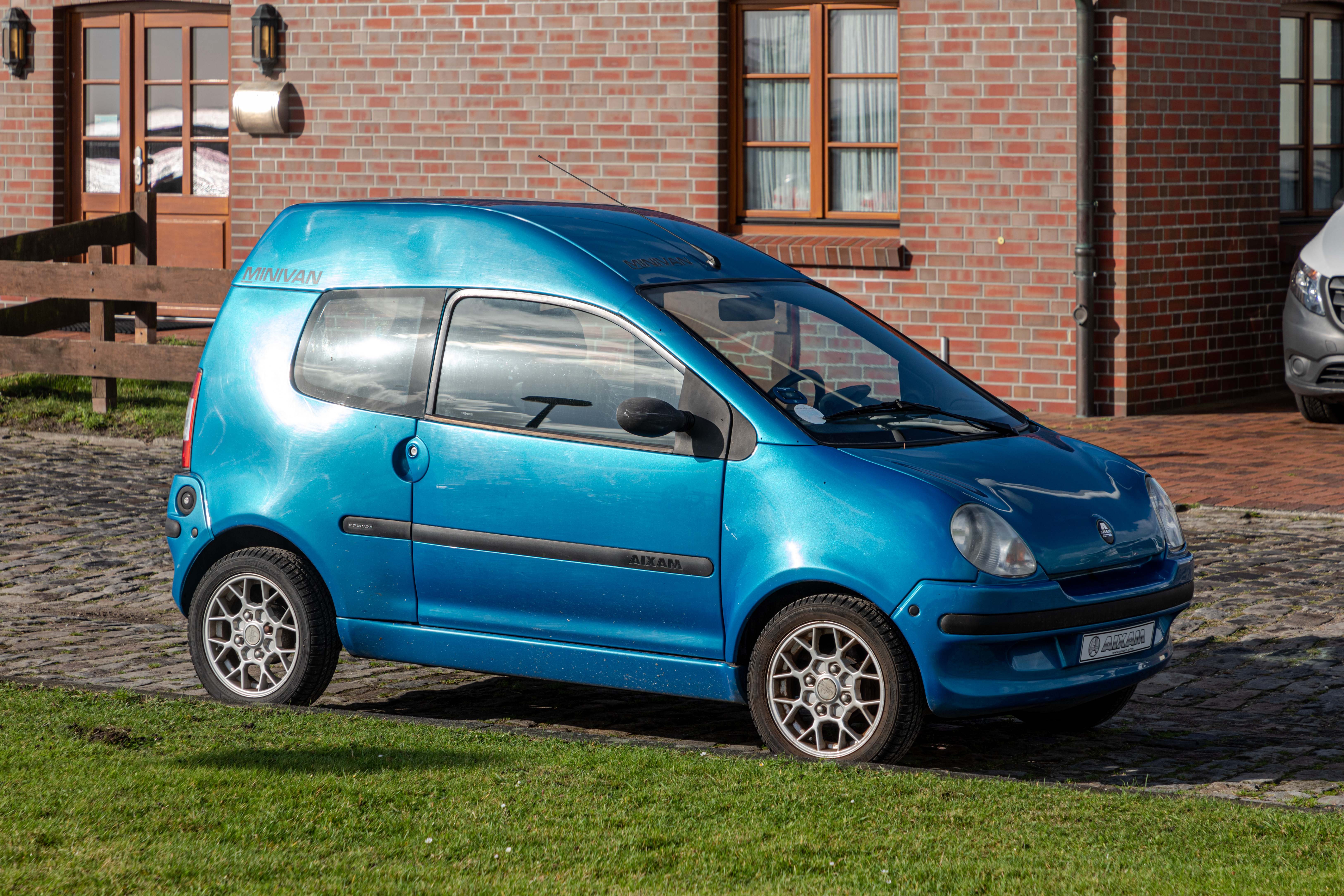
Auto der Marke Aixam

Am 1. Januar 2006 waren in Aix und Umgebung 2624 Unternehmen und Niederlassungen ansässig. Aix-les-Bains zählte 198 Unternehmensgründungen im Jahr 2004. Damit stand die Stadt im nationalen Vergleich auf Rang 216. Der Hauptanteil der Unternehmen ist im Dienstleistungssektor (33 %), im Handel (28,4 %), in der Bildungs-, Gesundheits- und Sozialwirtschaft (16,1 %) sowie im Bausektor (7,7 %) tätig. Ein kleinerer Anteil findet sich im Immobiliengeschäft (4,4 %), in der Agrar- und Ernährungswirtschaft (3,3 %) und im Transportwesen (2,5 %).
Die vier größten Unternehmen in Aix im Jahr 2008 waren das Bauunternehmen Léon Grosse mit 323 Millionen Euro Umsatz, der Autobauer Aixam und die davon unabhängige Geschäftseinheit Aixam production mit 74 bzw. 47 Millionen Euro Umsatz sowie der Schweizer Elektronikkonzern ABB mit einem Umsatz von 25 Millionen Euro. Im Aixer Becken sind weitere zahlreiche Unternehmen angesiedelt. Unter anderem präsent sind noch das Molkereiunternehmen Savoie-Yaourt, der Getränkehersteller Société des eaux minérales d’Aix-les-Bains, das Weinunternehmen Cavaillé, der Industrie-Konzern Areva, eine Lederwarenmanufaktur, eine Niederlassung der Bauer AG und der Solarthermie-Hersteller Clipsol. Darüber hinaus scheint es in den letzten Jahren eine Entwicklung im Bereich des Gastgewerbes gegeben zu haben. Der Branchenriese Accor ist im gesamten Aixer Becken präsent und profitiert vom wachsenden Markt des Wellness- und Kurbäderbetriebes.

### Thermalwesen

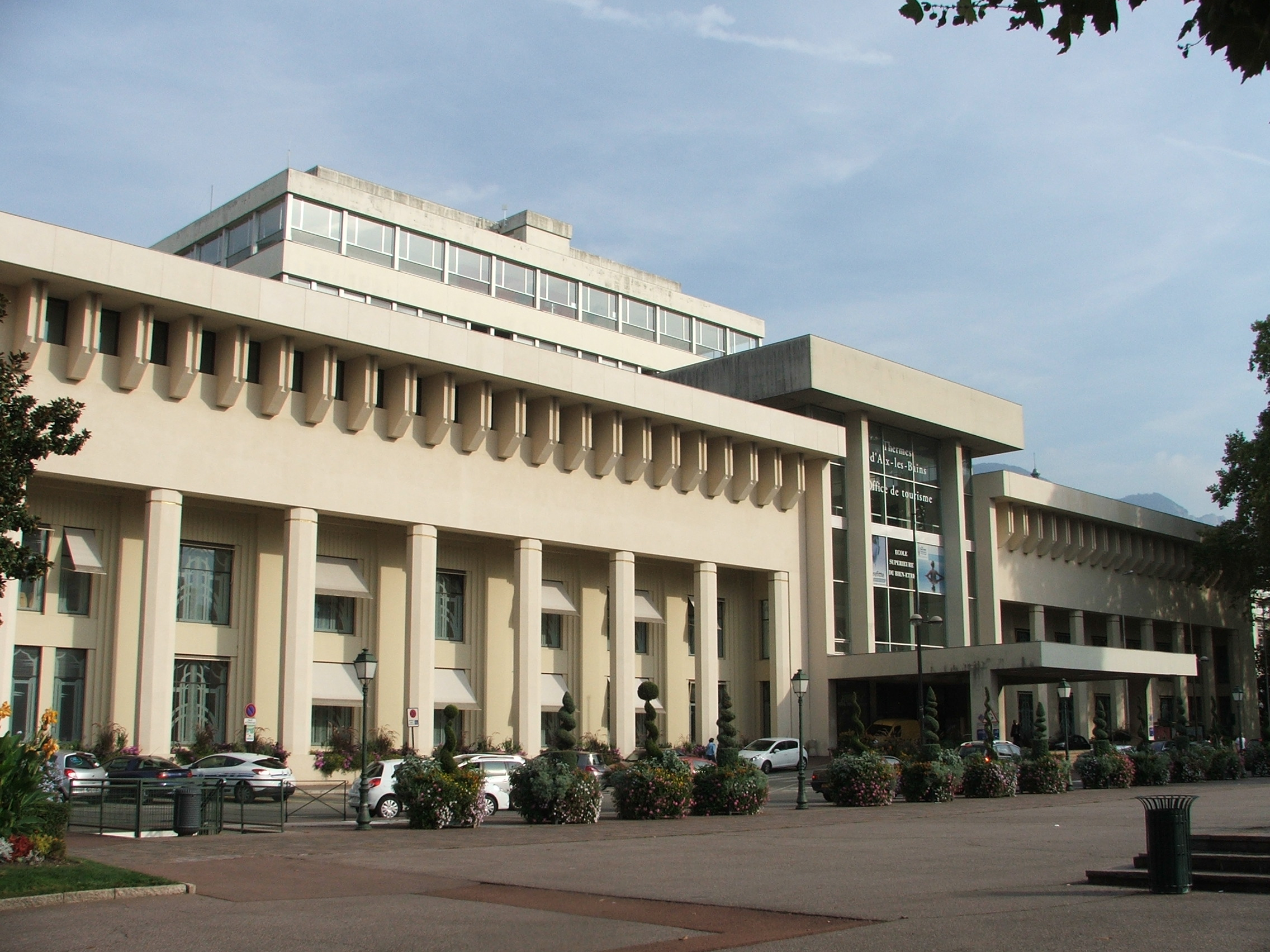
Nationalthermen

Die an den Hügelhängen aus zwei Öffnungen herausströmenden Thermalquellen waren bereits beim keltischen Stamm der Allobroger bekannt, der diese unter dem Schutz des Gottes Borvo verehrte. Nach der Eroberung durch Cäsar entwickelte sich der römische Vicus Aqua um eine Bädereinrichtung herum, die ständig erweitert und verbessert wurde. Die Bädertradition blieb über die Jahrhunderte hinweg erhalten. Aus der Zeit von König Heinrich IV um 1600 ist das Bain Royal als einziges römisches Bad dieser Epoche überliefert. 1783 konnte eine erste moderne Thermaleinrichtung dank finanzieller Unterstützung von Viktor Amadeus III gebaut werden. Diese königlichen Thermen, in der ersten Hälfte des 19. Jahrhunderts mehrmals erweitert, wurden 1860 durch die Angliederung von Savoyen an Frankreich zu Nationalthermen. Im Jahr 1897 und besonders 1934 vervollständigten neue Gebäude den Komplex. 1996 ließ der französische Staat mit den Chevalley-Thermen eine weitere Einrichtung erbauen, die auf die Erschließung mehrerer neuer, tief im Boden liegender Quellen zurückzuführen ist.

### Verkehr

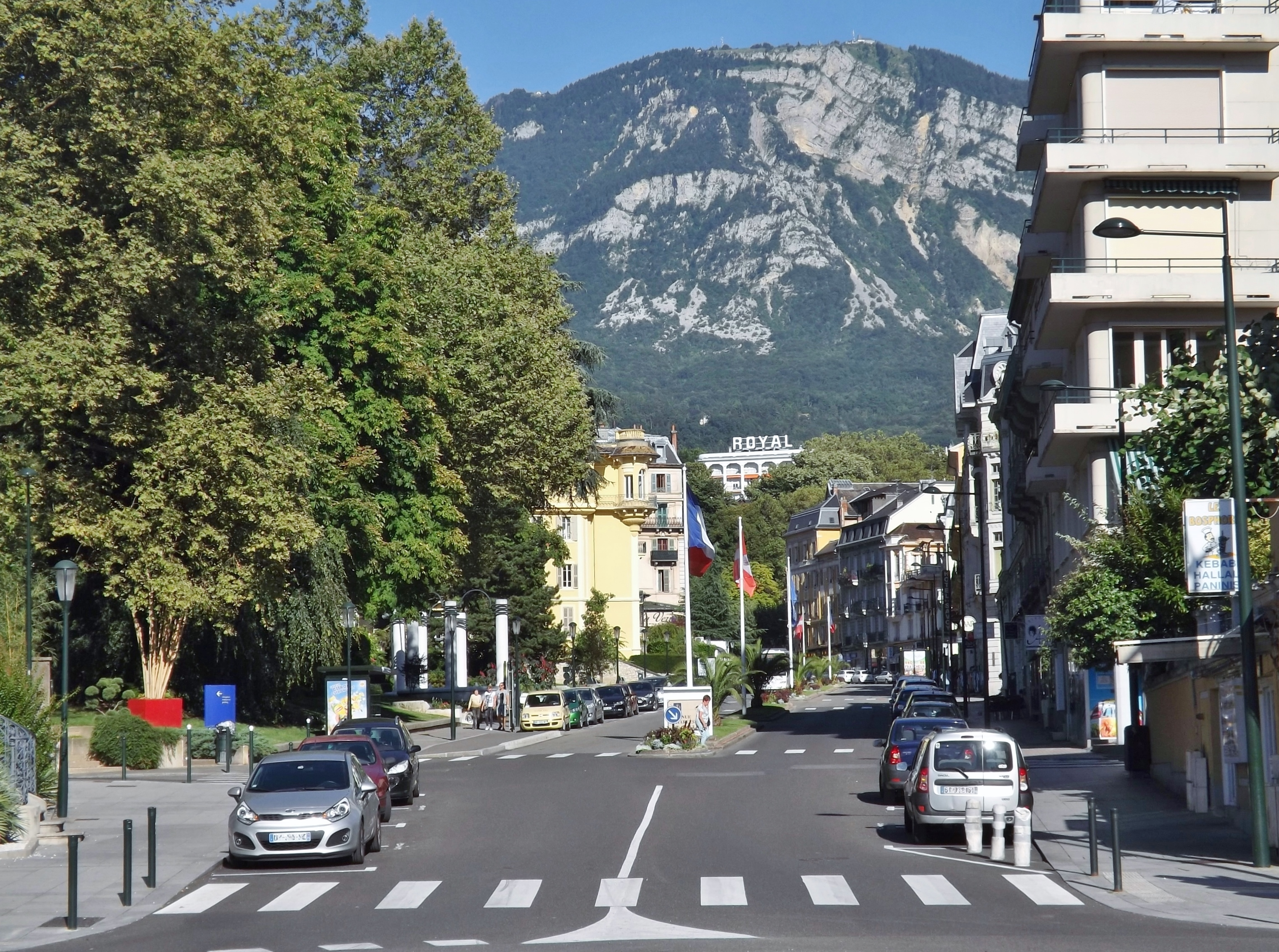
Avenue Charles de Gaulle im Stadtzentrum

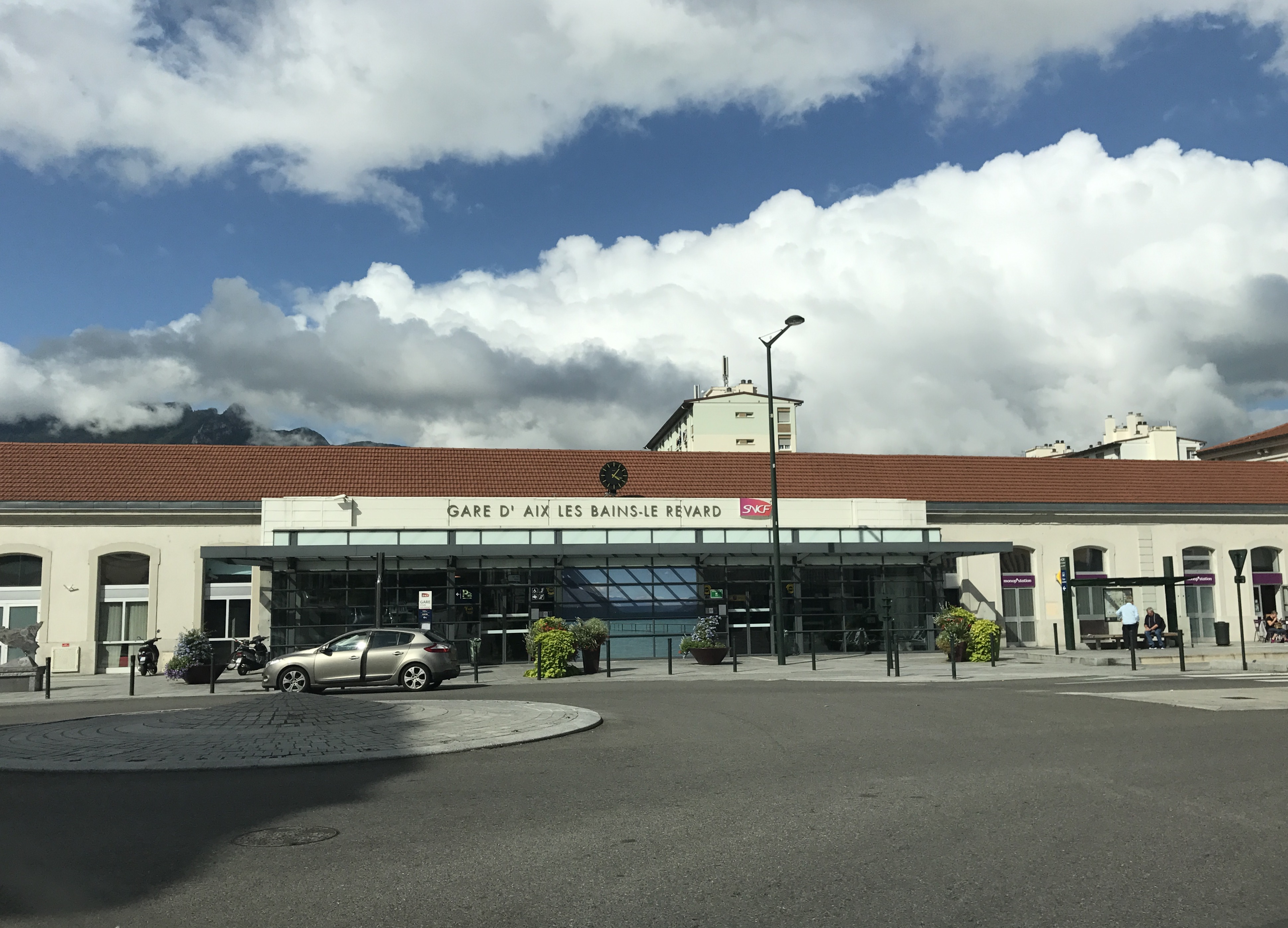
Empfangsgebäude des Bahnhofs

Aix-les-Bains befindet sich an der Hauptverbindung zwischen Chambéry und Annecy. Der östlich an der Stadt vorbeiführende Nordteil der Autobahn A 41 bietet eine direkte Zufahrtsmöglichkeit nach Annecy und weiter über die Fortführung der A 40 nach Genf. Zwei Anschlussstellen für die Gemeinde existieren im Norden und Süden. Von den beiden Departementsstraßen, die durch das Stadtgebiet verlaufen, führt die D 991 südlich nach Viviers-du-Lac und Chambéry. Die D 1201 (ehemalige Nationalstraße N 201) zweigt im Stadtzentrum westlich von der D 991 ab und zieht sich südwestlich entlang des Lac du Bourget bis zur Gemeinde Le Bourget-du-Lac.
Die Stadt ist auch mit dem Zug erreichbar. Zur Zeit, als Aix-les-Bains noch von den Herzögen aus Savoyen verwaltet wurde, gehörte sie zu den ersten europäischen Gemeinden, die auf ihrem Gebiet über ein Eisenbahnnetz verfügten. Heute ist die Stadt sowohl mit Chambéry als auch mit Annecy und Culoz verbunden. Die transalpine Eisenbahnverbindung Lyon–Turin soll, in den Jahren nach ihrer Fertigstellung, die Städte Paris, Lyon und Turin näher bringen. Im Westen des Stadtzentrums, am Boulevard du Président-Wilson gelegen, wird der Bahnhof Aix-les-Bains-Le Revard von TGV-Hochgeschwindigkeitszügen angefahren. Paris ist von dort in circa drei Stunden erreichbar.

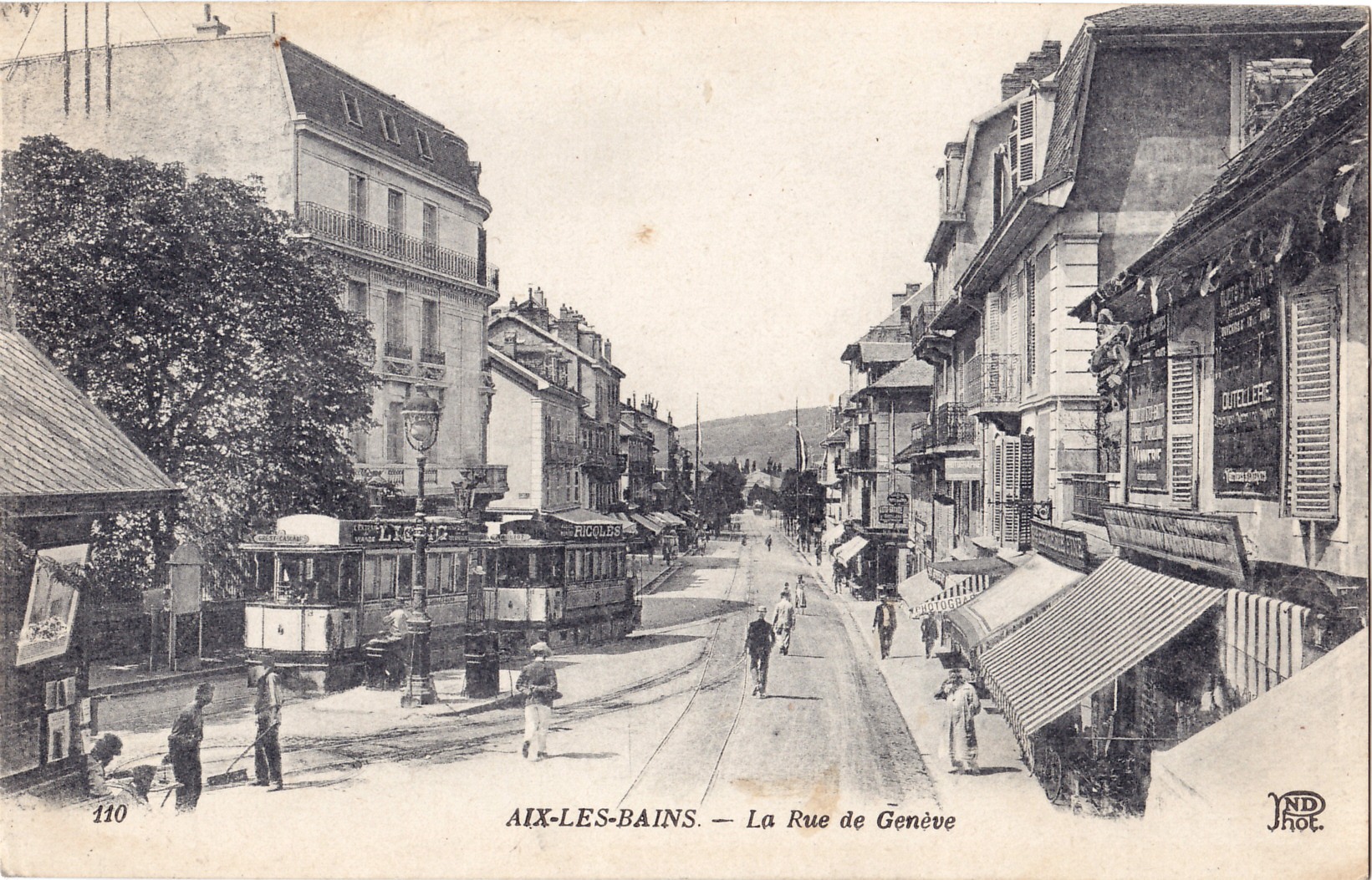
Straßenbahn in der Rue de Genève

Von 1892 bis 1937 führte eine Zahnradbahn auf den Mont Revard. Zwischen 1896 und 1906 hatte die Stadt eine meterspurige Straßenbahn. Von Druckluft angetriebene Triebwagen verkehrten auf vier Linien, die jedoch – um den Fiakern keine Konkurrenz zu machen – den Bahnhof nicht bedienen durften. Auch konnte das System nicht auf elektrischen Betrieb umgestellt werden, was nach zehn Jahren zur Stilllegung der Bahn führte.
Der internationale Flughafen Chambéry-Savoie, früher Chambéry Aix-les-Bains Airport genannt, ist südlich der Stadt in der Gemeinde Voglans angesiedelt, nur wenige Meter vom Südufer des Lac du Bourget entfernt. Von dort aus werden vor allem britische Großstädte (London, Manchester, Birmingham, Edinburgh etc.) angeflogen. Da es in der Nähe einige Wintersportorte gibt, werden zur Saisonzeit zahlreiche weitere Strecken bedient. Mittlerweile bieten fünf Billigfluggesellschaften regelmäßige Flüge an. 2002 verzeichnete der Flughafen mit 3600 Flugbewegungen im Jahr einen Besucherrekord. Dabei wurden pro Wochenende mehr als 10.000 Passagiere abgefertigt, die meisten davon hauptsächlich im Winter.
Trotz der von der Vereinigung Roue Libre unternommenen Versuche, ein innerstädtisches Fahrradnetz zu etablieren, bleibt das Auto eines der bevorzugten Fortbewegungsmittel der Einwohner. Der Verkehr verläuft zu Stoßzeiten schleppend, vor allem im Sommer mit dem Zustrom der Touristen. Besonders empfindlich sind der Abschnitt der D 1201 entlang des Sees in Richtung Chambéry und der Ortsausgang in Richtung Albens und Annecy. Die Lage scheint sich jedoch zu verbessern, dank der Einrichtung von Kreisverkehrsanlagen, die für einen besseren Verkehrsfluss sorgen, und zwei Parkzonen im Stadtzentrum.
Als öffentliche Verkehrsmittel existieren zwei regelmäßig verkehrende Hauptbuslinien und vierzehn Ergänzungslinien. Um den Hang des Mont Revard oder die Kapelle Mont du Chat zu erreichen, stehen zwei weitere Linien auf Abruf zur Verfügung. Das vom Unternehmen Keolis betriebene Busnetz Ondéa beschäftigt 45 Mitarbeiter und ist vom Gemeindeverband Grand Lac – Lac du Bourget damit beauftragt, den öffentlichen Nahverkehr sicherzustellen. Während der Sommerzeit verkehrt zwischen der Esplanade am See, dem Strand und dem Stadtzentrum eine kleine Touristenbahn.

### Bauprojekte

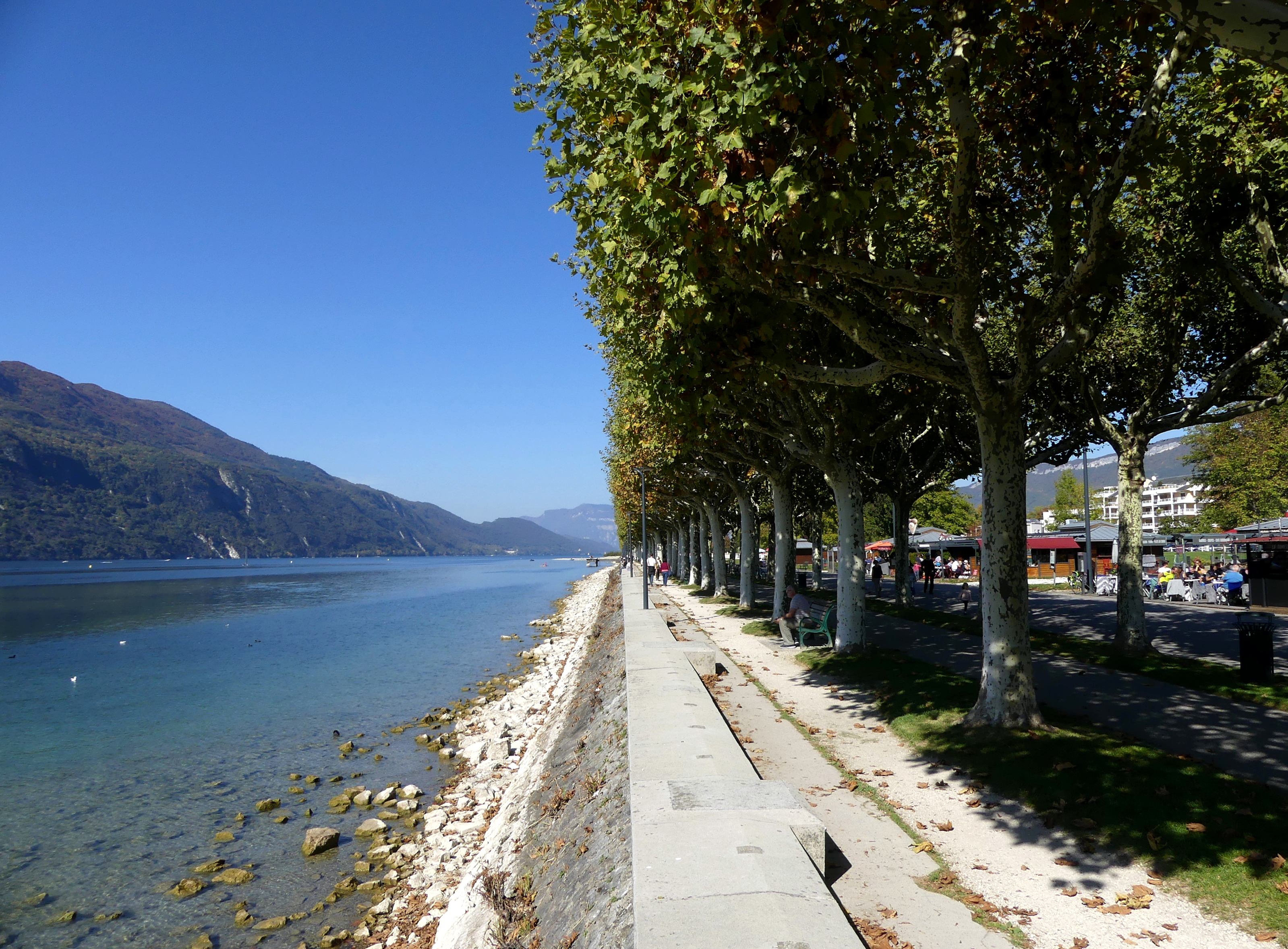
Blick von der Esplanade am See

Im Stadtzentrum, am Seeufer im Westen, sowie überwiegend im Süden laufen zurzeit mehrere Bauprojekte an. Es geht darum neue Gewerbeparks anzusiedeln, um mehr Unternehmen ins Aixer Becken anzuziehen. Vorgesehen ist daneben die Ansiedlung eines neuen Wohnparks. In Zusammenarbeit mit den Gemeinden Méry und Drumettaz-Clarafond, und mit der städtischen Raumplanung abgestimmt, beteiligt sich die Stadt Aix-les-Bains beim Aufbau eines neuen Gewerbeparkes namens Savoie Hexapôle. Daneben ist der Bau eines großen Einkaufsparks geplant, der den südlichen Bereich des Aixer Beckens versorgen soll.
Das sich ebenfalls im Aufbau befindliche Sanierungsgebiet ZAC des Bords du Lac erstreckt sich ungefähr auf einer Fläche von 15 Hektar und nimmt unter anderem den ehemaligen Gemeinde-Campingplatz von Sierroz ein. Auf einem Fünftel dieser Fläche soll eine Anlage mit 700 Wohnungen (davon 20 % Sozialwohnungen) entstehen. Die restlichen 80 % sind für Grünflächen vorgesehen. Das äußerst umstrittene Bauprojekt wird vom Gemeinderat und dem Député-maire Dominique Dord vorangetrieben. Das neue von der Société d’Aménagement de la Savoie gebaute Wohnviertel wird den Namen „Aix-le Lac“ tragen.
Zwischen dem Boulevard Barrier und Boulevard Garibaldi wurde bereits auf einer Breite von 36 Metern eine Allée promenade des bords de lac angelegt. Dabei handelt es sich im Wesentlichen um eine schmale Verkehrsstraße, die aber auch Fußgänger- und Fahrradwege umfasst und mit Bäumen bepflanzt ist. An der Allee entstehen ein „grünes“ Wohngebiet und Geschäfte, von denen die Bewohner des umliegenden Stadtviertels profitieren sollen.
Nach einer von der CALB in Auftrag gegebenen Zukunftsstudie, die dem Gemeinderat am 6. Juli 2009 vorgelegt wurde, soll die Marina des Grand port durch eine unterirdische Parkfläche ersetzt werden. Diese soll unterhalb des Grundwassers entstehen. Dazu müssen die Fahrrinne und der Ankerplatz für die Segelboote zugeschüttet werden. Darüber hinaus ist ein 20 m hohes Gebäude mit Wohnflächen und Geschäften geplant. In der Studie sind noch weitere Bauten in unmittelbarer Nähe zum Ufer vorgesehen.

## Städtepartnerschaften
Aix hat folgende Städtepartnerschaften geschlossen:
- Fairbanks in den Vereinigten Staaten[66]
- Kislowodsk in Russland[67]
- Milena (Sizilien) in Italien (1992)[68]
- Moulay Yacoub in Marokko (1994)[68]
- Rosemère in Kanada[69]

## Persönlichkeiten
- Claude de Seyssel (1450–1520), Humanist, Jurist und Philologe
- Alexandre Moret (1868–1938), Ägyptologe
- Jacques Forestier (1890–1978), Internist und Rheumatologe
- Gabriel-Marie Garrone (1901–1994), Erzbischof von Toulouse und später Kurienkardinal der römisch-katholischen Kirche
- Christiane Legrand (1930–2011), Jazzsängerin
- Robert Bogey (* 1935), Leichtathlet
- Gilles Bernheim (* 1952), Rabbiner, seit Januar 2009 Oberrabbiner (Grand Rabbin) von Frankreich
- Agnès Soral (* 1960), Theater- und Filmschauspielerin
- Myriam Décroze (* 1963), Künstlerin (Malerei, Skulptur, Textilkunst)
- Thierry Tulasne (* 1963), Tennisspieler und heutiger Tennistrainer
- Philippe Cavoret (* 1968), Skeletonpilot
- Hervé Renard (* 1968), Fußballtrainer und ehemaliger Fußballspieler
- Soheil Ayari (* 1970), Autorennfahrer
- Patrice Sulpice (* 1974), Bahnradsportler
- Victor Muffat-Jeandet (* 1989), Skirennläufer
- Anaïs Caradeux (* 1990), Freestyle-Skierin
- Tom Mancini (* 1998), Skilangläufer
- Édouard Michut (* 2003), Fußballspieler

## Sonstiges
- Von 1949 bis 1960 wurden auf dem rund 2,4 Kilometer langen Stadtkurs Circuit du Lac internationale Formel-2-Rennen ausgetragen.